# 土耳其綱要
以下大綱為對土耳其的概述與局部指引：

土耳其在地球上的位置

土耳其共和國為橫跨歐亞大陸的主權國家之一，疆域涵蓋西南亞的安納托利亞半島與南歐巴爾幹半島東南端的色雷斯（魯米利亞）。土耳其為民主、世俗的單一制憲政共和國，該政治實體於第一次世界大戰結束，鄂圖曼帝國滅亡之後，在穆斯塔法·凯末尔·阿塔图尔克的領導下建立。

## 一般參考訊息
- 發音：現代標準漢語：[tʰu˨˩˦ɚ˧˥t͡ɕʰi˥˥]（需要校正）
- 拼音：tǔ ěr qí（漢語拼音）；ㄊㄨˇ ㄦˇ ㄑㄧˊ （注音符號）；t`u3 erh3 ch`i2（威妥瑪拼音）
- 通用漢語國名：土耳其
- 正式漢語國名：土耳其共和國
- 常見母語國名（英语：List of countries and capitals in native languages）為土耳其語：
- 正式母語國名（英语：List of official endonyms of present-day nations and states）：Türkiye Cumhuriyetiⓘ
- 形容詞：土耳其的（英语：Turkish）
- 區域居民稱謂詞： 土耳其人（土耳其語為Türkler）
- 語源學：土耳其國名（英语：Name of Turkey）
- 土耳其國際排名（英语：International rankings of Turkey）
- ISO國家代碼：TR、TUR、792
- ISO區域代碼：詳情見ISO 3166-2:TR
- 互联网國家和地區頂級域名：.tr

## 土耳其地理
- 土耳其為民族國家
- 位於：
  - 北半球與東半球
    - 亞洲（色雷斯除外）
      - 西南亞

    - 歐洲
      - 東南歐

  - 時區：

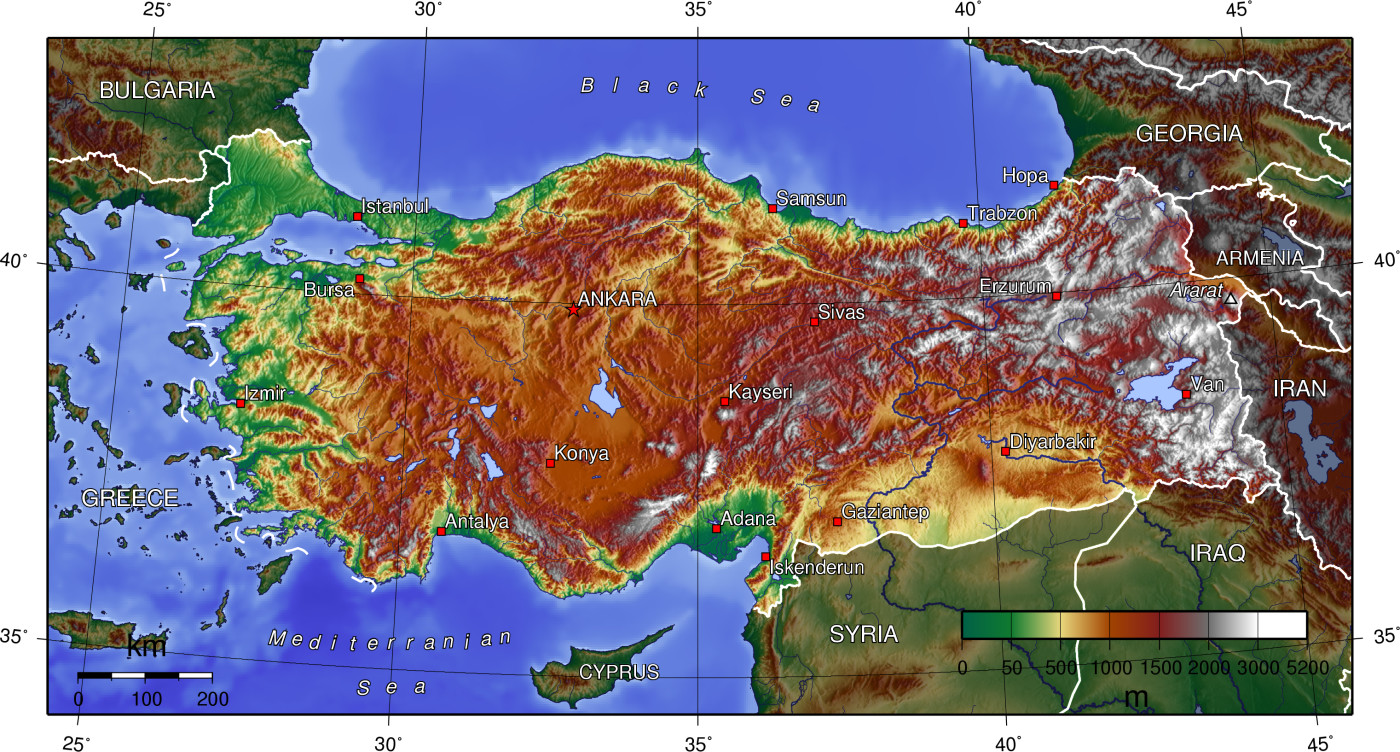
土耳其為多山國家

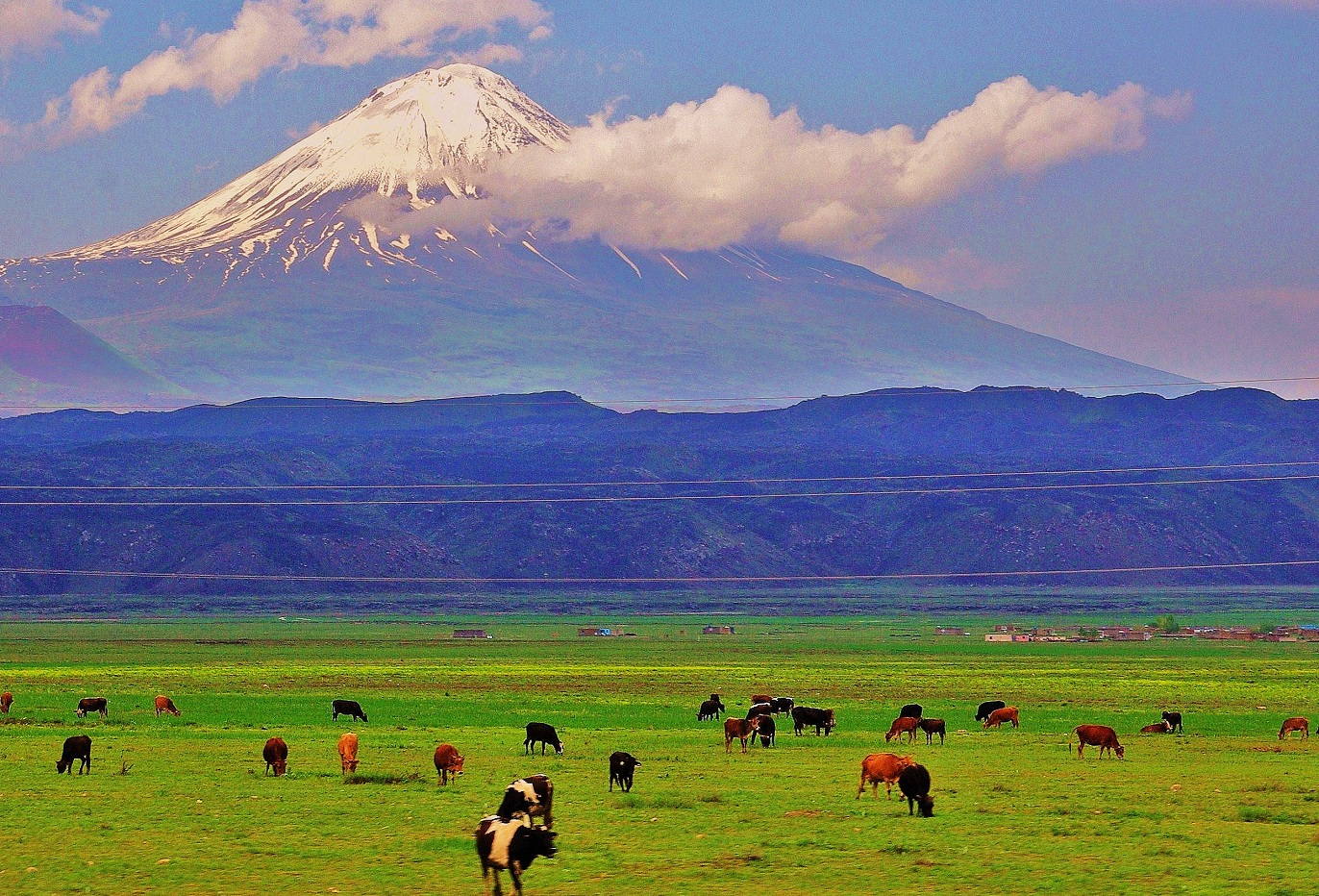
位於東部安那托利亞地區的小亞拉拉特山

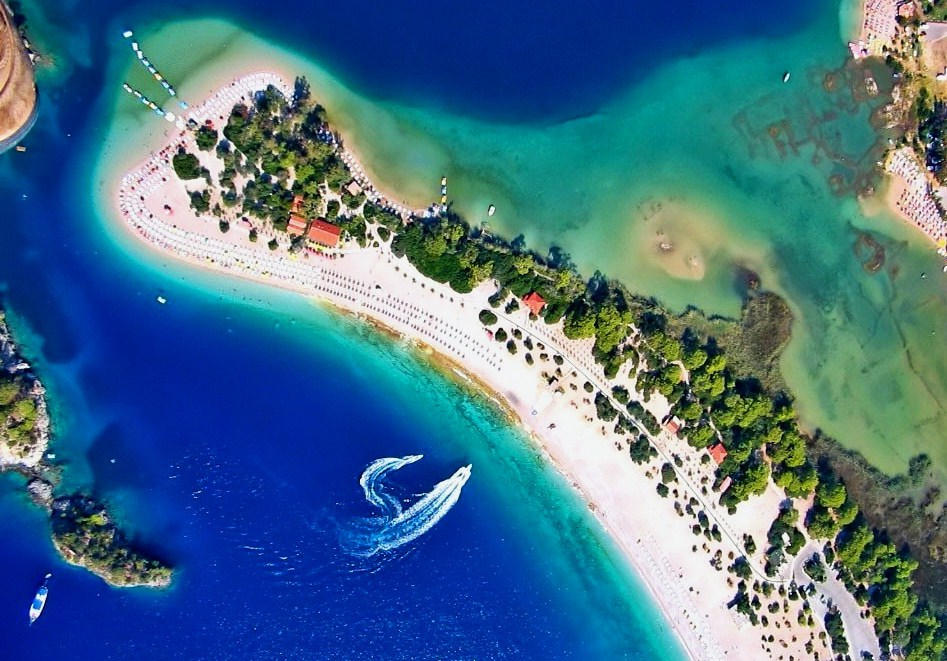
土耳其海岸線長達7200公里

    - 土耳其時間（UTC+03:00）（自2016年起）
    - 歐洲東部時間（UTC+02:00）夏令時（UTC+03:00）（直到2016年）

  - 土耳其之最列表（英语：List of extreme points of Turkey）
    - 最高點：亞拉拉特山5,137米（16,854英尺）
    - 最低點：地中海與黑海0米

  - 陸地邊界：2,648 公里 (1645 英里)

 叙利亚（綱要）822公里（511英里）
 伊朗（綱要）499公里（511英里）
 伊拉克（綱要）352公里（310英里）
 亞美尼亞（綱要）268公里（167英里）
 （綱要）252公里（157英里）
 保加利亚（綱要）240公里（149英里）
 希腊（綱要）206公里（128英里）
 （綱要）9公里（6英里）
- - 海岸線：7,200公里（4,474英里）
- 土耳其人口：8528万人（世界第17多人口）（截止至2023年1月1日）
- 土耳其面積：783562平方公里（302455平方英里）（世界第37大領土面積）
- 土耳其地圖集 （页面存档备份，存于）
- 土耳其城市

### 土耳其環境

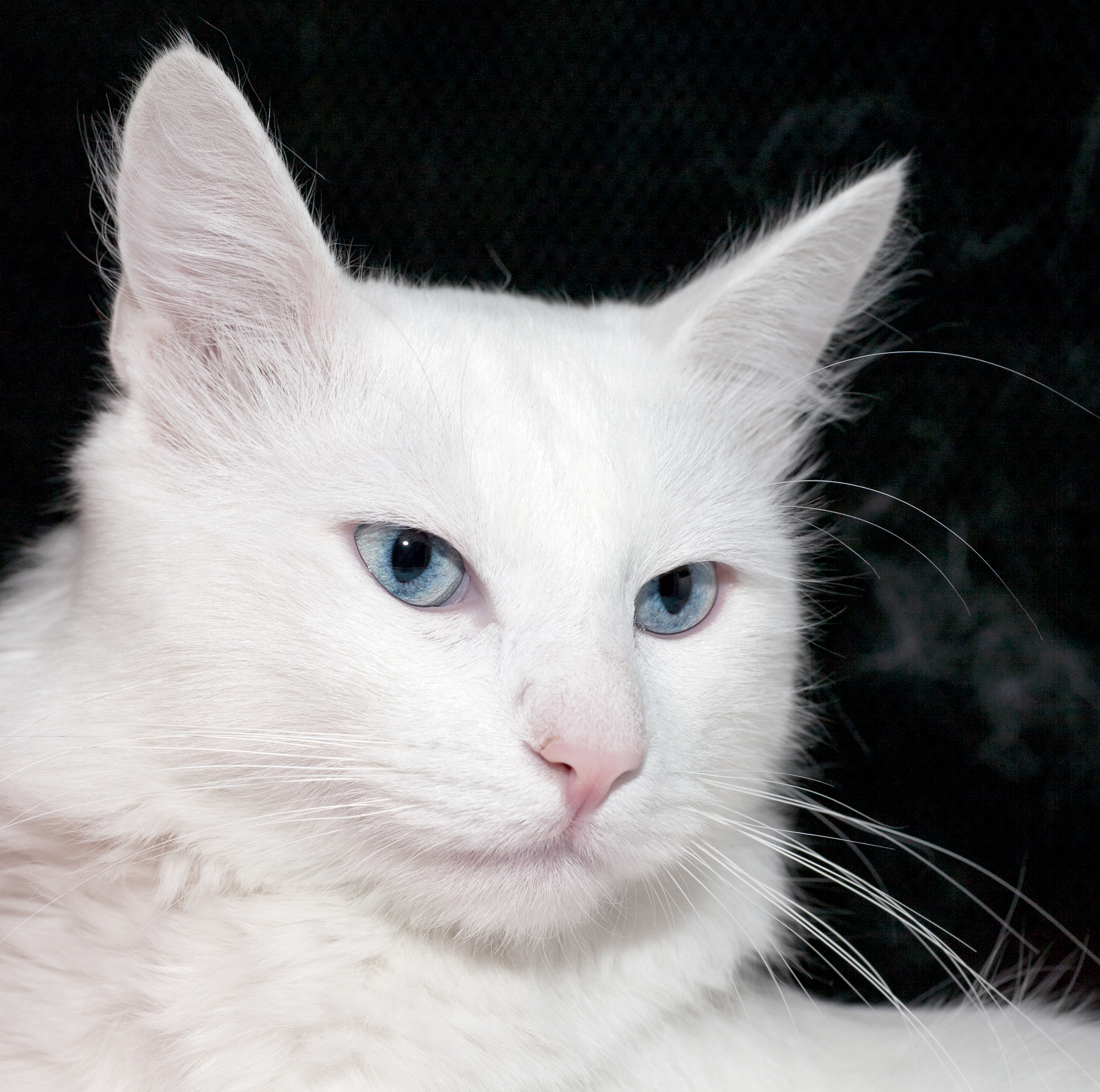
安哥拉貓為安卡拉的特有種

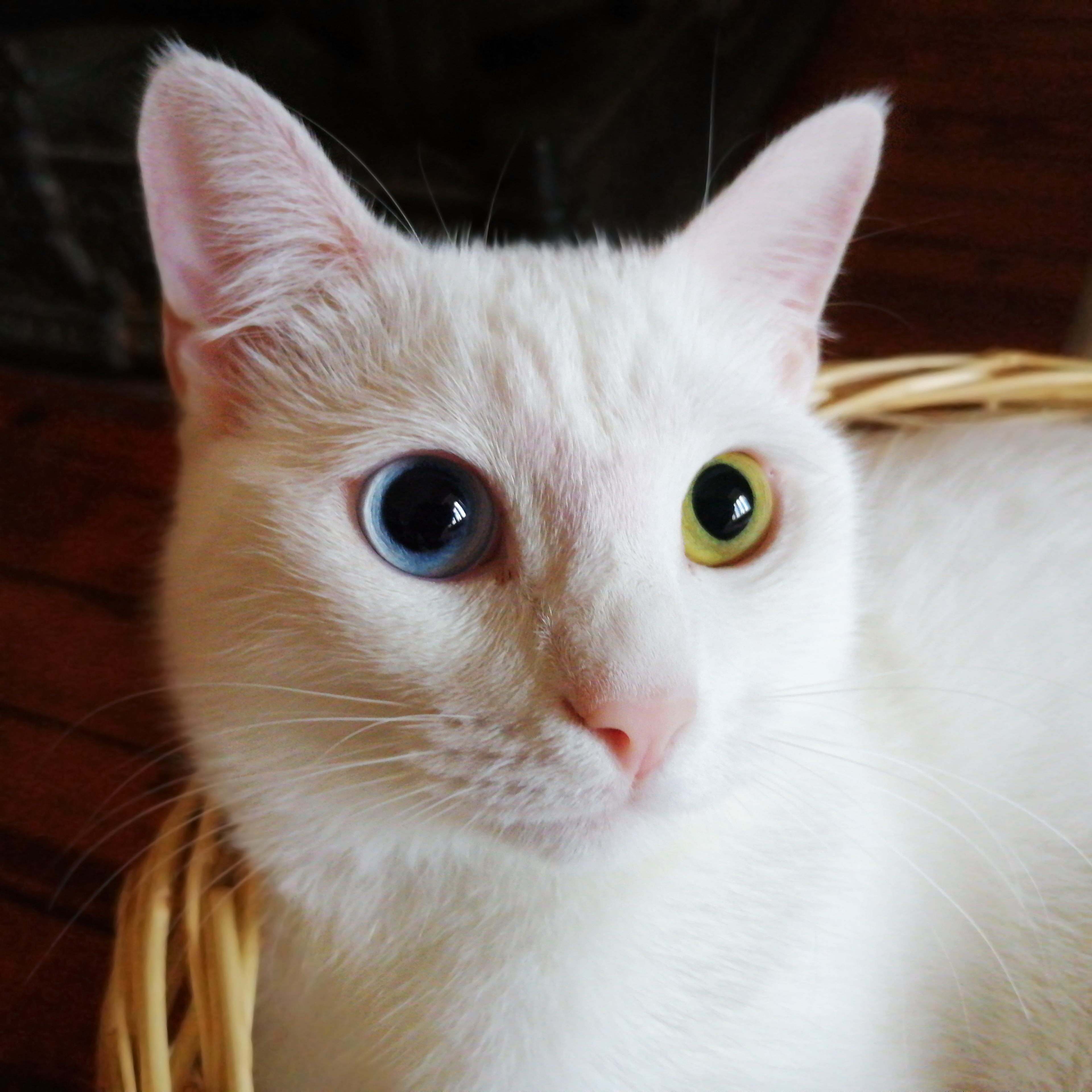
梵貓為喜好游泳的特有種

- 土耳其氣候（英语：Climate of Turkey）
  - 土耳其氣候變遷
- 土耳其環境問題（英语：Environmental issues in Turkey）
- 土耳其生態區域（英语：List of ecoregions in Turkey）
- 土耳其可再生能源（英语：Renewable energy in Turkey）
  - 土耳其地熱能（英语：Geothermal energy in Turkey）
  - 土耳其太陽能
  - 土耳其風力發電（英语：Wind power in Turkey）
- 土耳其地質（英语：Geology of Turkey）
  - 土耳其地震列表（英语：List of earthquakes in Turkey）
- 土耳其國家公園列表（英语：List of national parks of Turkey）
- 土耳其保護區
- 土耳其野生動物（英语：Wildlife of Turkey）
  - 土耳其植物誌（英语：Flora of Turkey）
  - 土耳其動物誌（英语：Fauna of Turkey）
    - 土耳其兩棲動物
    - 土耳其鳥類（英语：List of birds of Turkey）
    - 土耳其哺乳動物（英语：List of mammals of Turkey）
    - 土耳其爬行動物（英语：List of reptiles of Turkey）

#### 土耳其地理特徵

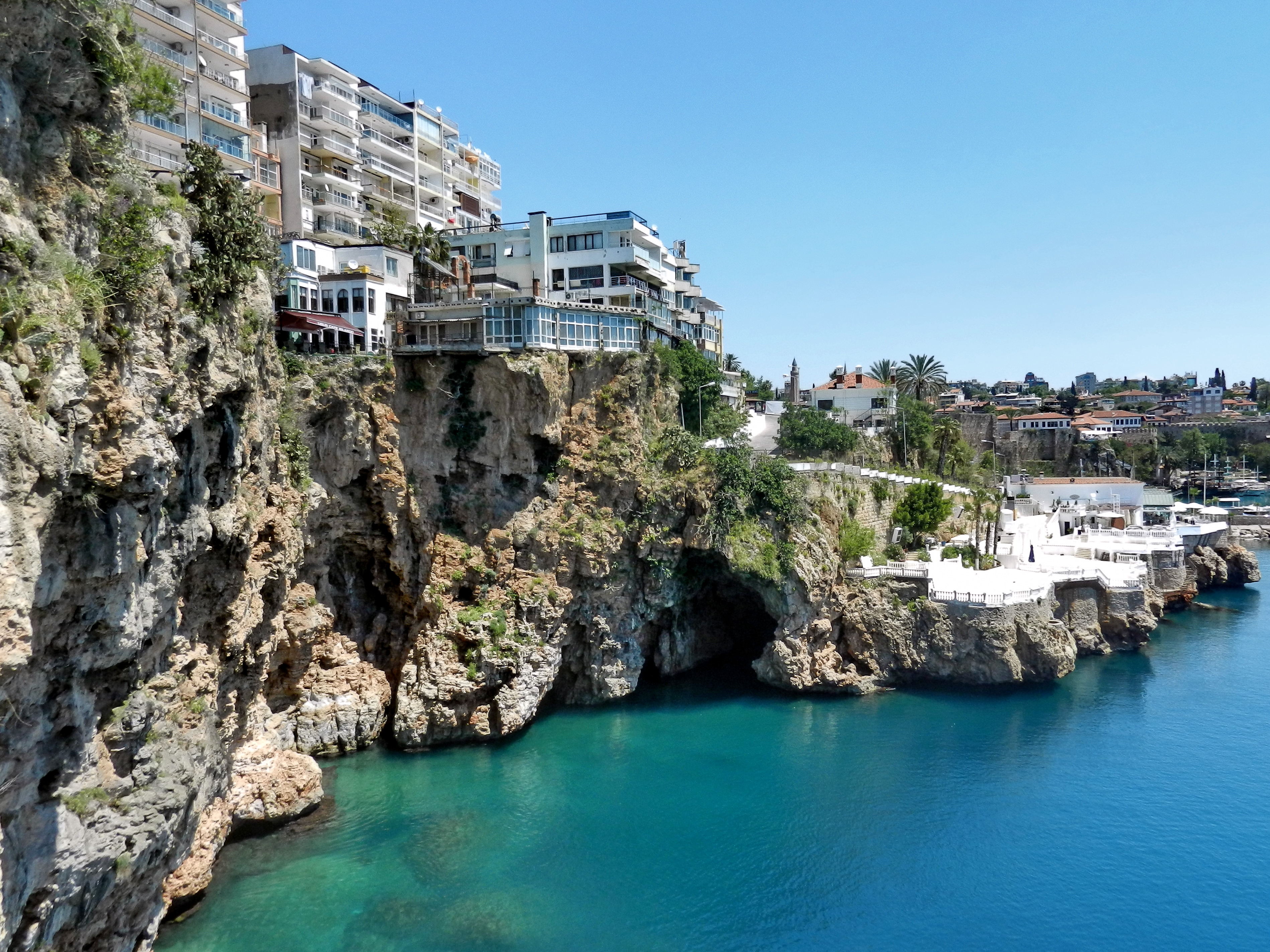
位於地中海地區的安塔利亞

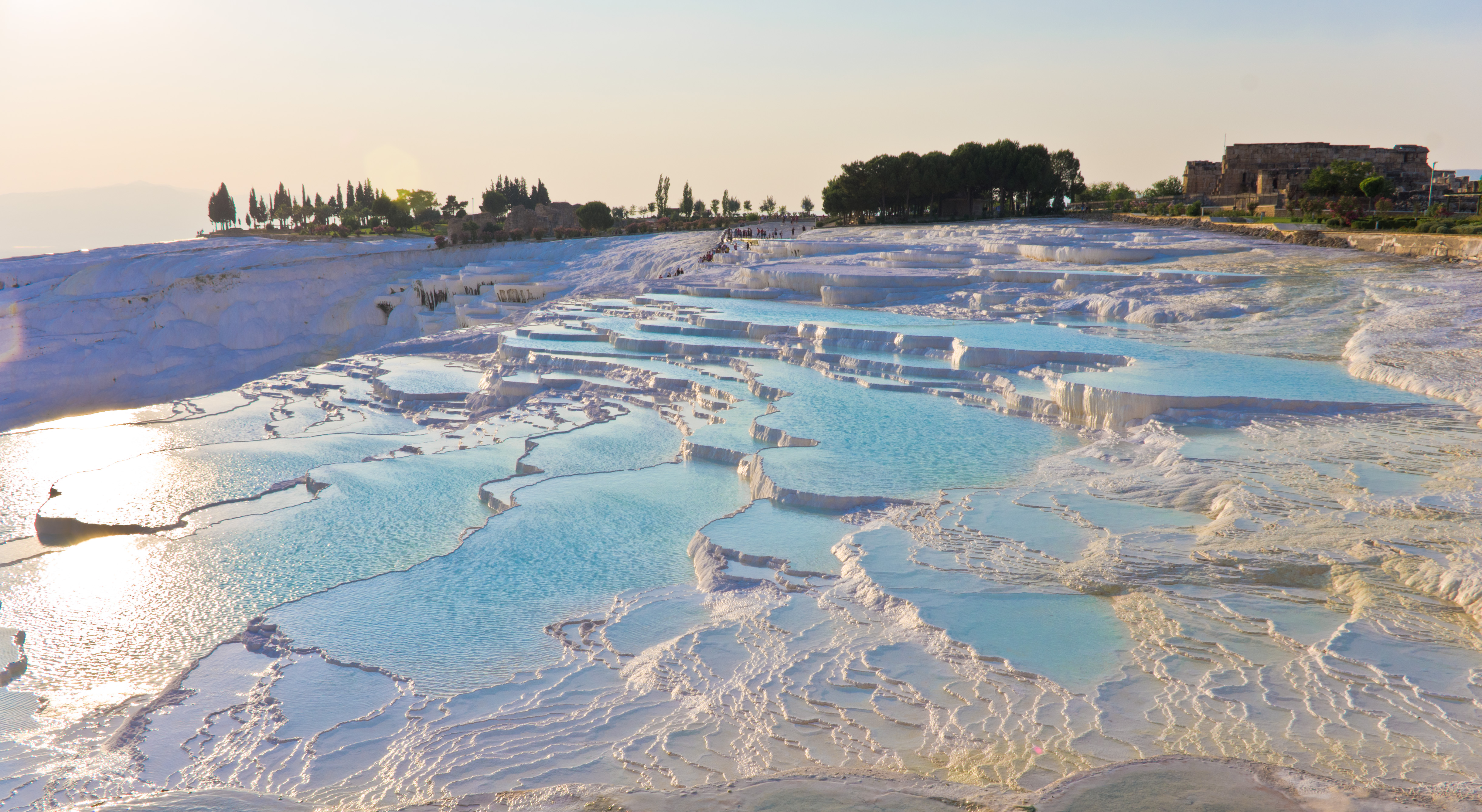
棉花堡為愛琴海地區中的土耳其世界遺產

- 土耳其冰川（英语：List of glaciers in Turkey）
- 土耳其島嶼（英语：List of islands of Turkey）
- 土耳其湖泊（英语：List of lakes of Turkey）
- 土耳其山脈（英语：List of mountains in Turkey）
  - 土耳其最高主要山峰
  - 土耳其著名山峰
  - 土耳其孤立主要山峰
  - 前托魯斯山脈
  - 本廷山脈
  - 蘇丹山脈（英语：Sultan Mountains）
  - 托魯斯山脈
  - 亞尼茲坎山脈（英语：Yalnızçam Mountains）
  - 斯特蘭賈山脈
  - 土耳其火山（英语：List of volcanoes in Turkey）
- 土耳其河流
  - 大門德雷斯河
  - 幼發拉底河
  - 克澤爾河
  - 馬里查河
  - 薩卡里亞河
  - 底格里斯河
- 土耳其瀑布（英语：List of waterfalls in Turkey）
- 土耳其山谷
- 土耳其世界遺產列表

### 土耳其各區域
- 愛琴海地區
- 黑海地區
- 中部安那托利亞地區
- 東部安那托利亞地區
- 馬摩拉地區
- 地中海地區
- 東南安那托利亞地區

#### 土耳其生態區域
土耳其生態區域列表
- 土耳其生態區域（英语：List of ecoregions in Turkey）

#### 土耳其行政分區
土耳其的行政分區
- 土耳其各省
- 土耳其各縣
- 土耳其城市

#### 土耳其各省
土耳其各省：土耳其共有81個省份（土耳其語：iller）

#### 土耳其各縣
土耳其各縣：土耳其各省內劃分了共923個縣（土耳其語：ilçeler；ilçe）

### 土耳其人口結構
土耳其人口
- 土耳其人口普查（英语：Census in Turkey）

## 土耳其政府與政治

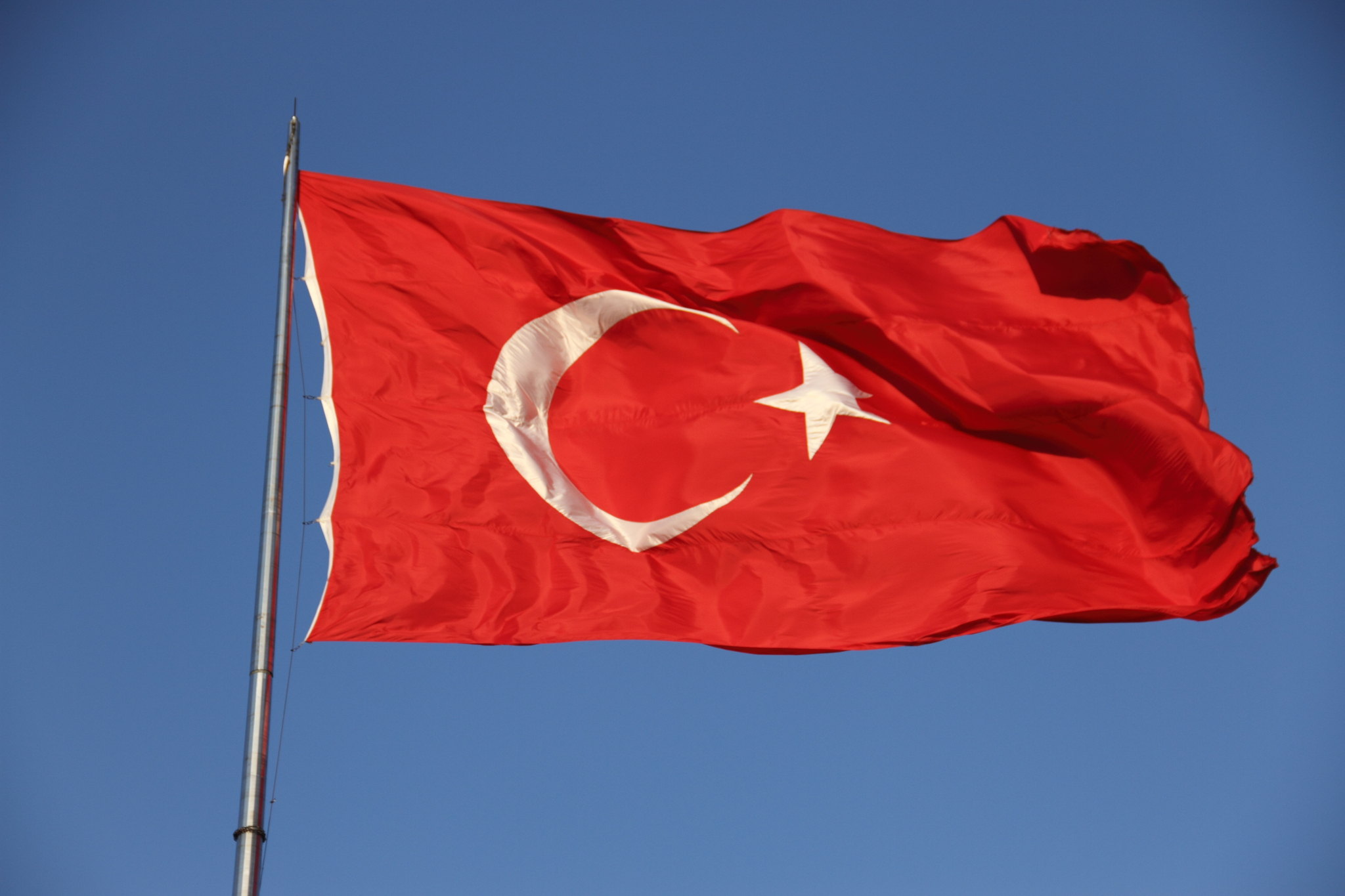
土耳其國旗

- 政體分類：單一制總統憲政共和國
- 土耳其首都：安卡拉
- 土耳其國旗
- 土耳其選舉（英语：Elections in Turkey）
- 土耳其投票權
- 土耳其政黨
  - 正義與發展黨（AKP）
  - 共和人民黨（CHP）
  - 人民民主黨（HDP）
  - 民族主義行動黨（MHP）
  - 好黨
  - 土耳其工人黨
  - 民主與進步黨（英语：Democracy and Progress Party）
  - 土耳其共產黨
  - 綠黨（英语：Greens' Party）
  - 未來黨（英语：Future Party (Turkey)）
- 土耳其政治分區

### 國家政府
- 土耳其憲法

#### 立法機關

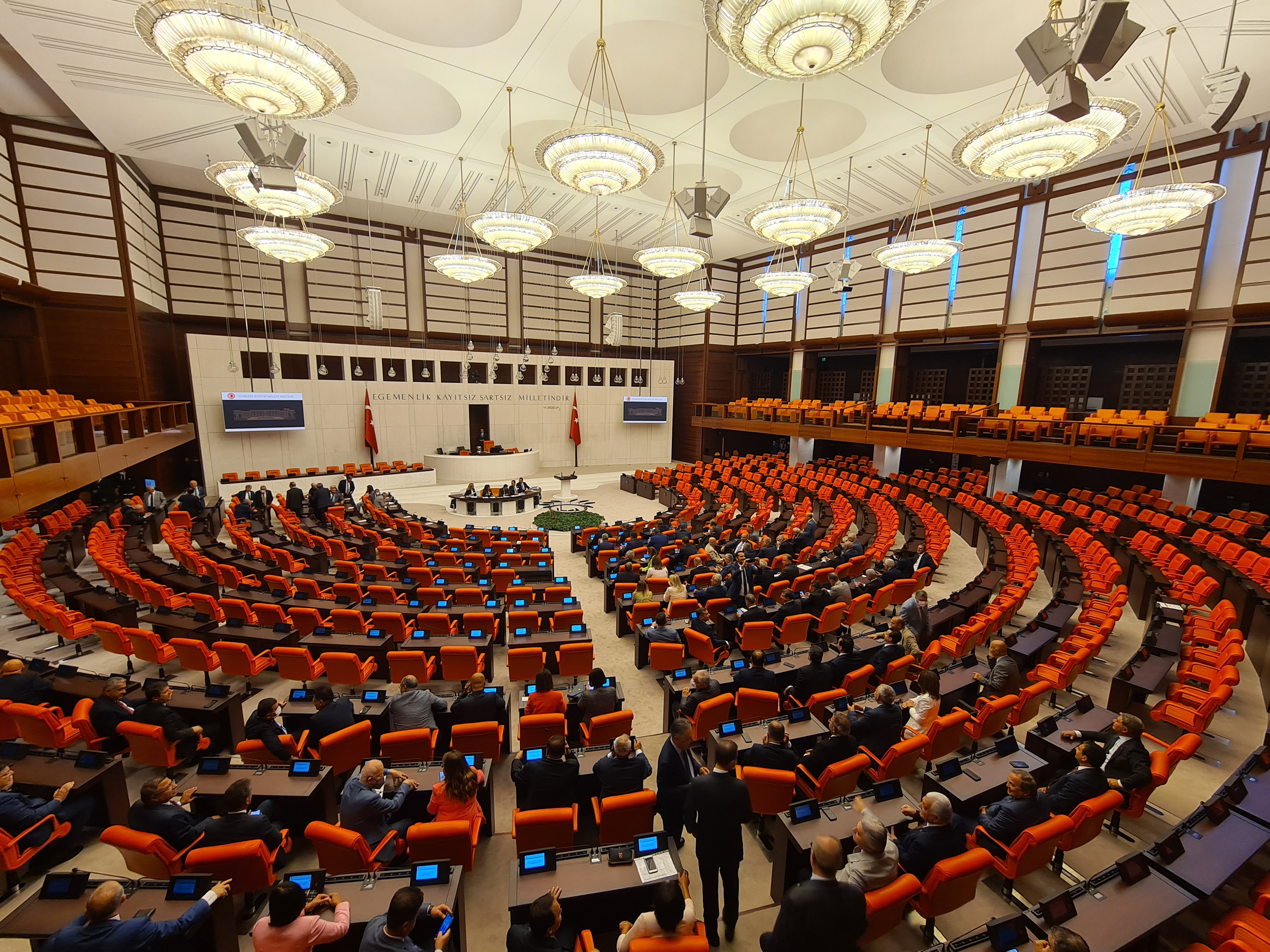
土耳其大國民議會內景

- 土耳其大國民議會
  - 土耳其大國民議會議長（英语：Speaker of the Grand National Assembly）

#### 行政機關

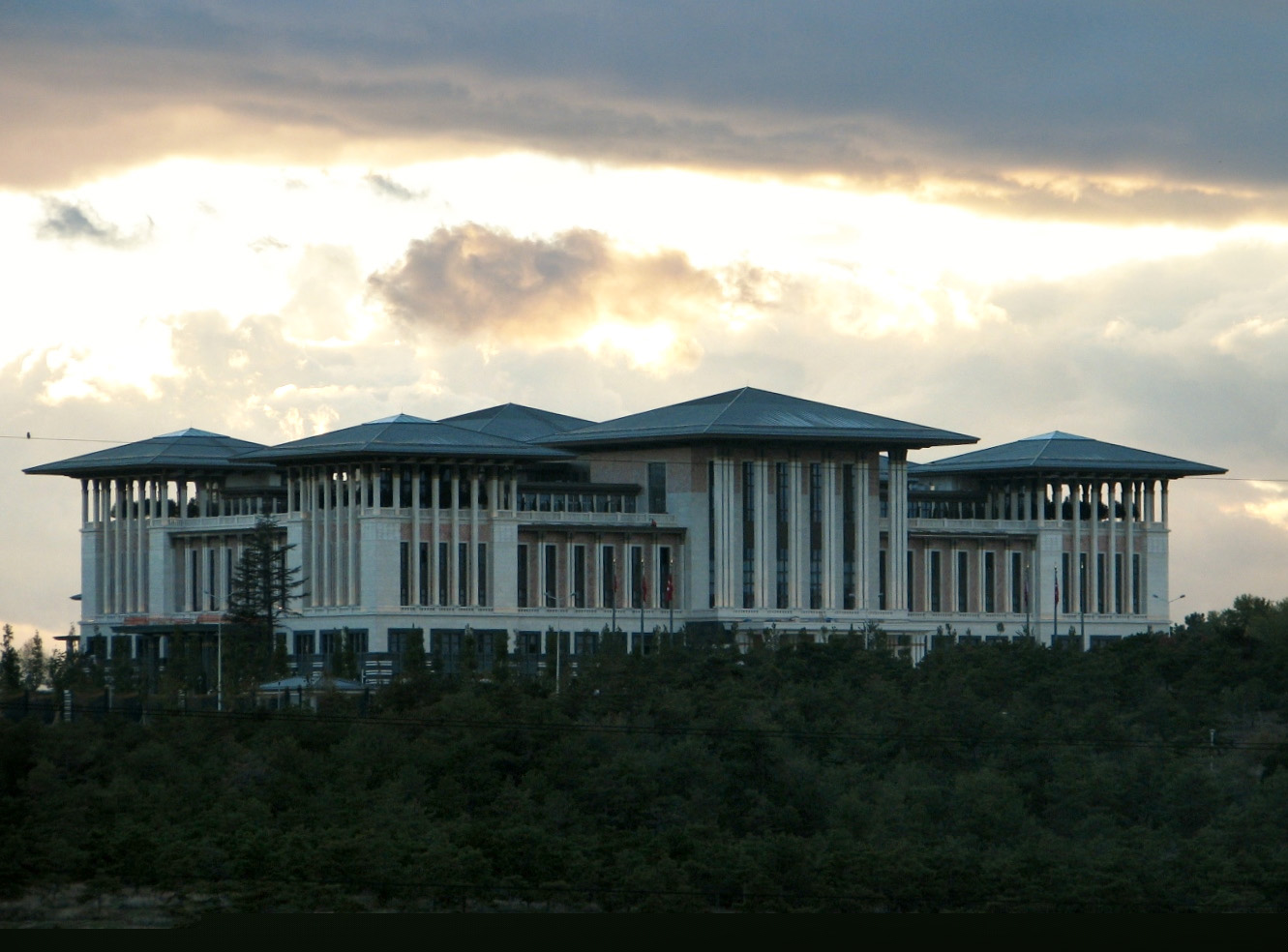
土耳其總統府

- 國家元首/政府首腦：土耳其總統雷杰普·塔伊普·埃尔多安（12th）
- 土耳其副總統：傑夫代特·耶爾馬茲（英语：Cevdet Yılmaz）（1th）
- 土耳其內閣（英语：Cabinet of Turkey）

#### 司法機關

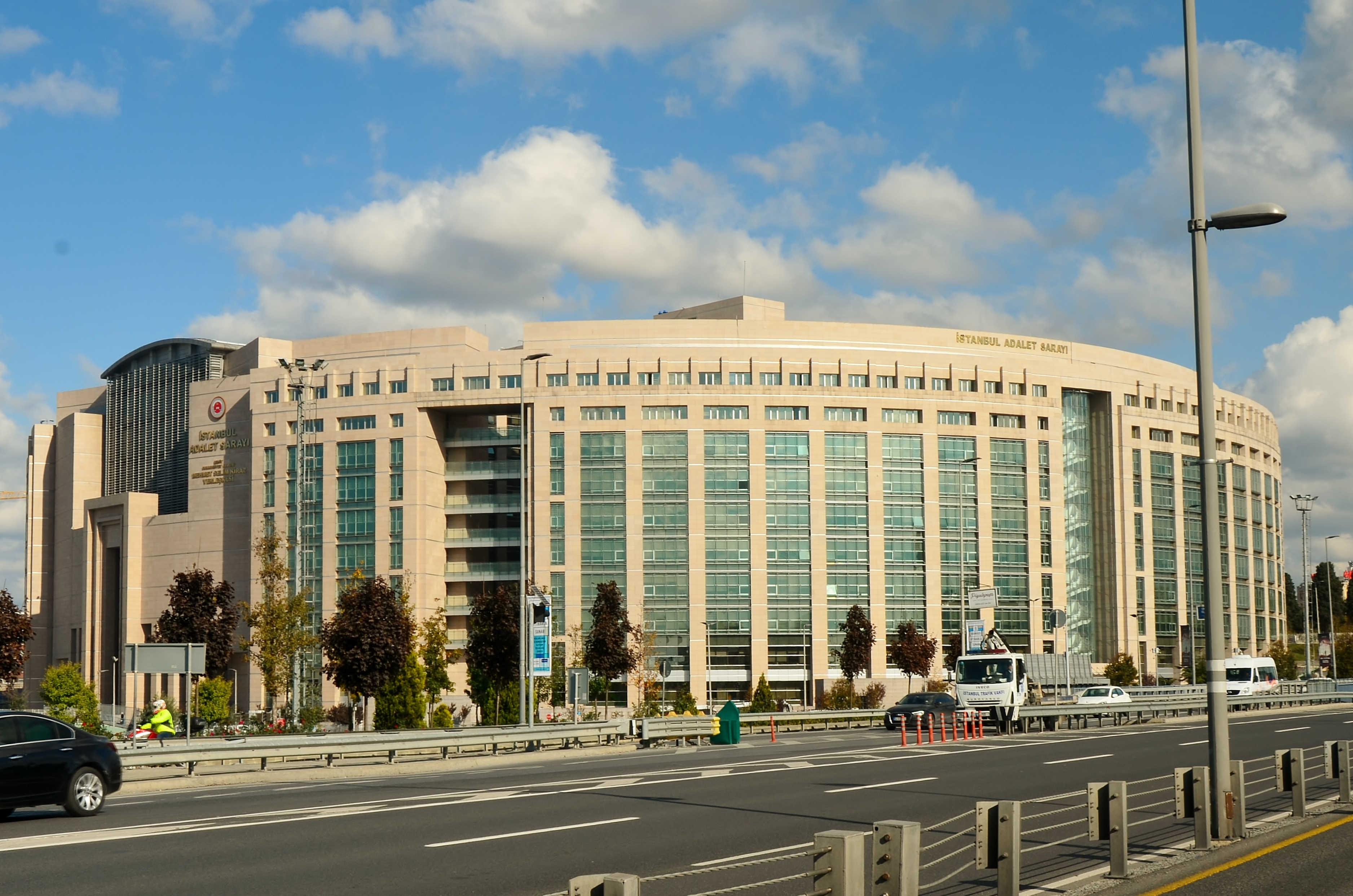
位於伊斯坦堡的法院大樓

- 土耳其司法系統（英语：Judicial system of Turkey）
  - 土耳其憲法法院
    - 土耳其憲法法院院長（英语：List of presidents of the Constitutional Court of Turkey）

  - 土耳其最高法院（英语：Court of Cassation (Turkey)）
  - 土耳其審計法院（英语：Court of Accounts (Turkey)）
  - 土耳其管轄權糾紛法院（英语：Court of Jurisdictional Disputes）

### 對外關係
- 雷傑普·塔伊普·埃爾多安政府的外交政策（英语：Foreign policy of the Recep Tayyip Erdoğan government）

#### 國際組織成員
- 二十大工業國成員之一
- 欧洲委员会成員之一
- 北約成員之一
- 伊斯蘭合作組織成員之一
- 经济合作与发展组织成員之一
- 聯合國成員之一
- 突厥國家組織成員之一

### 軍隊

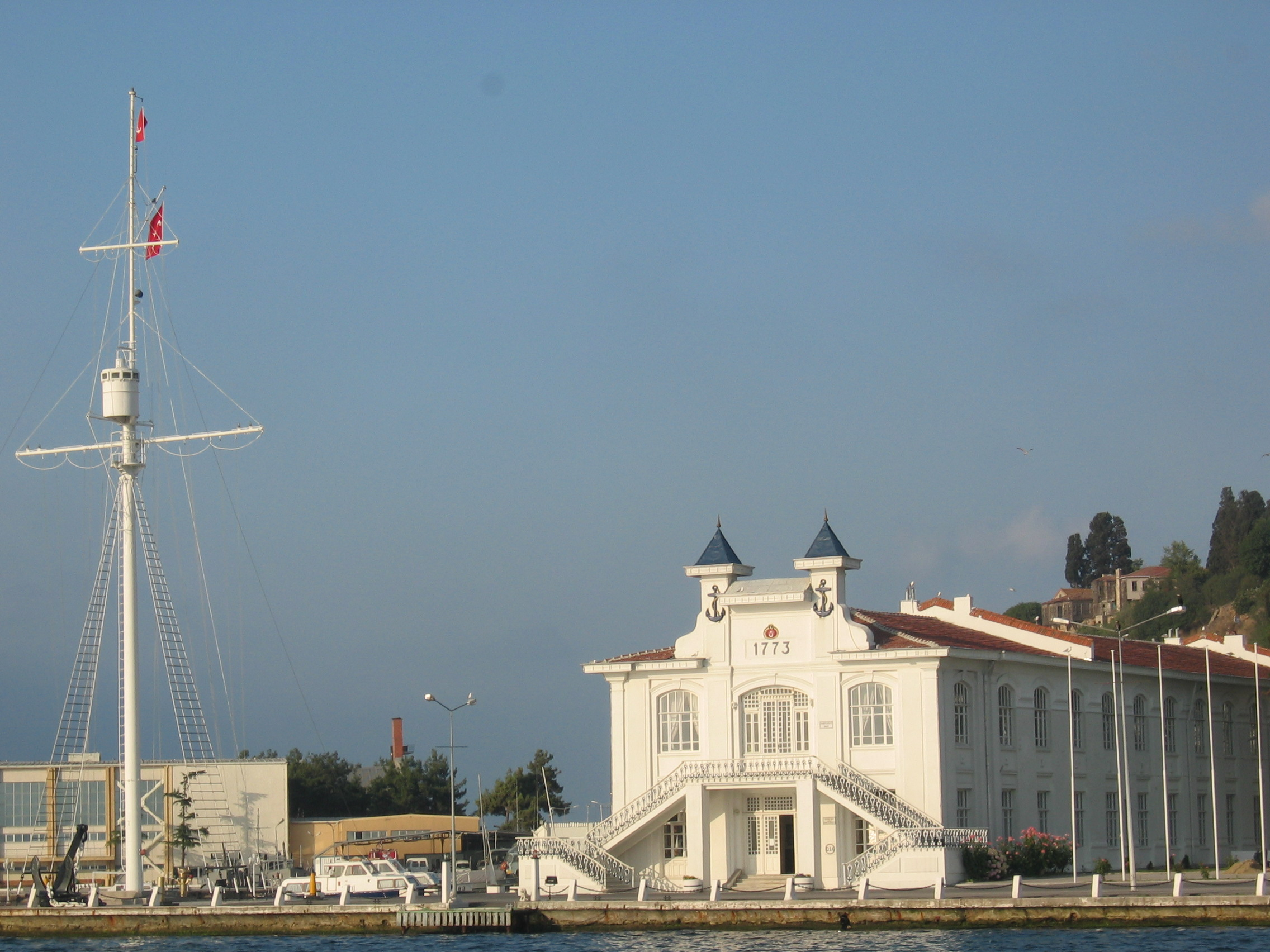
土耳其海軍

- 土耳其陸軍
  - 土耳其憲兵司令部（英语：Gendarmerie General Command）
- 土耳其空軍
- 土耳其海岸警衛隊司令部（英语：Coast Guard Command (Turkey)）

### 情報組織
- 土耳其國家情報局
- 公共秩序和安全部（英语：Undersecretariat of Public Order and Security）
- 土耳其軍隊總參謀部（英语：General Staff of the Turkish Armed Forces）
- 土耳其情報與反恐憲兵隊

## 土耳其歷史

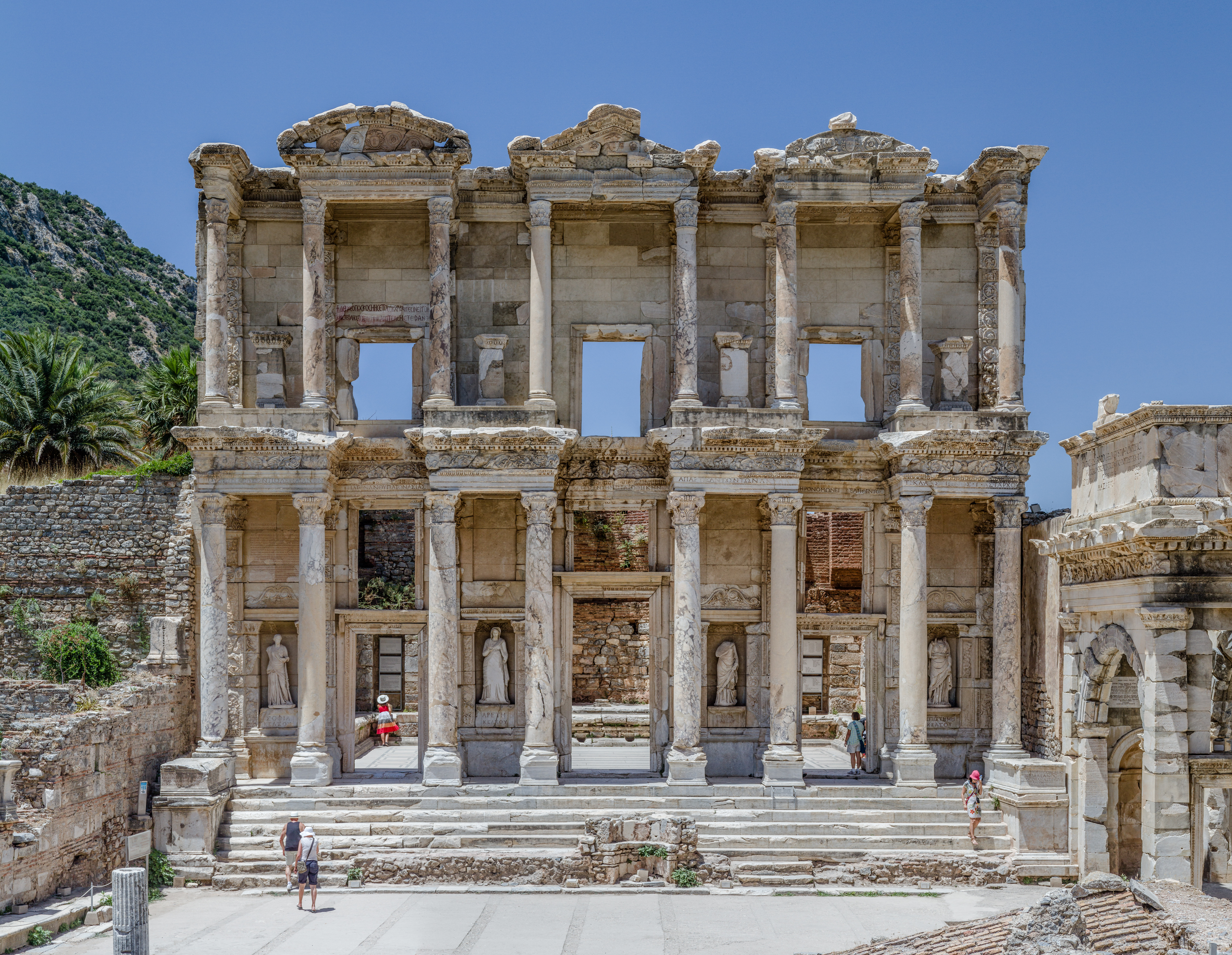
以弗所

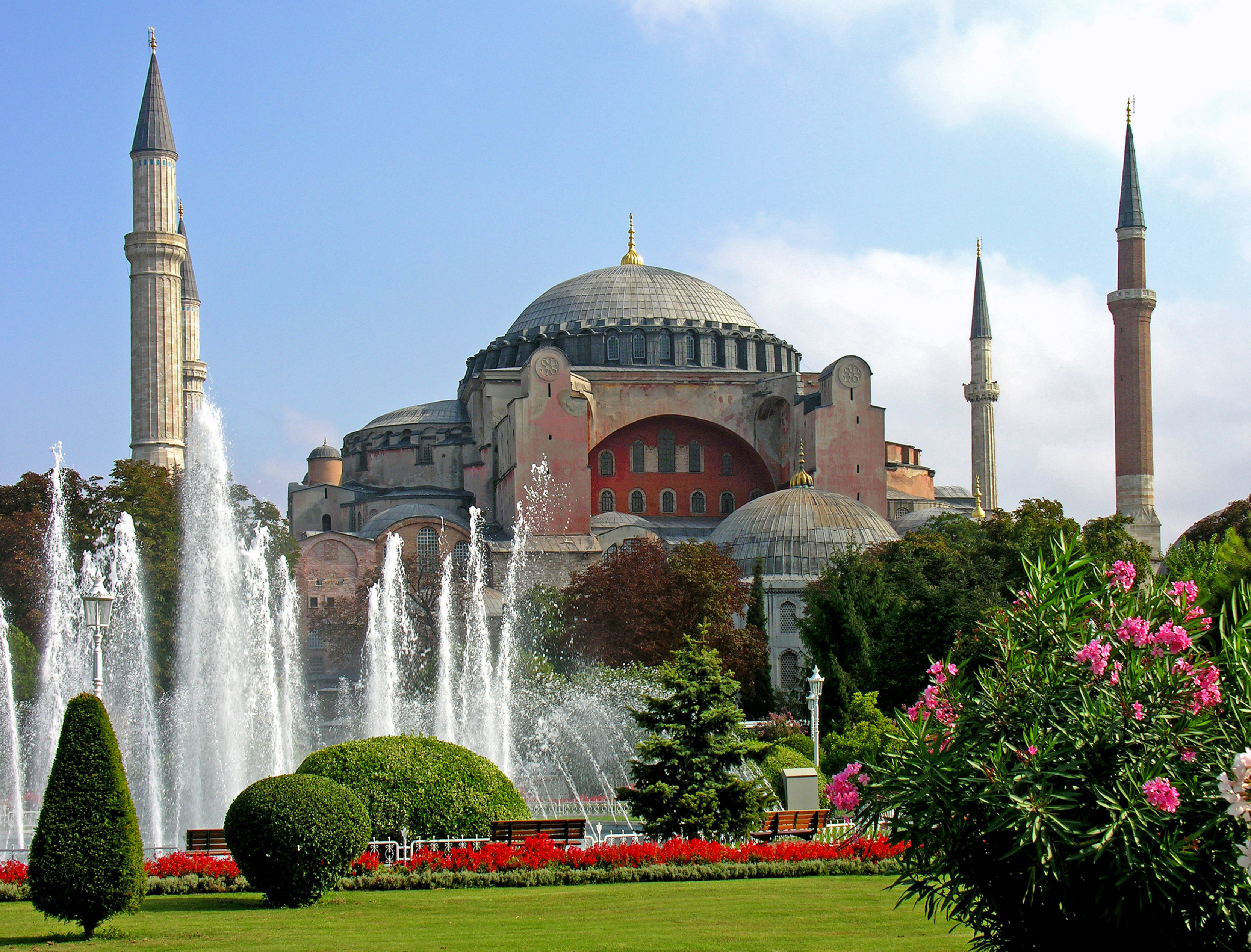
阿亞索菲亞

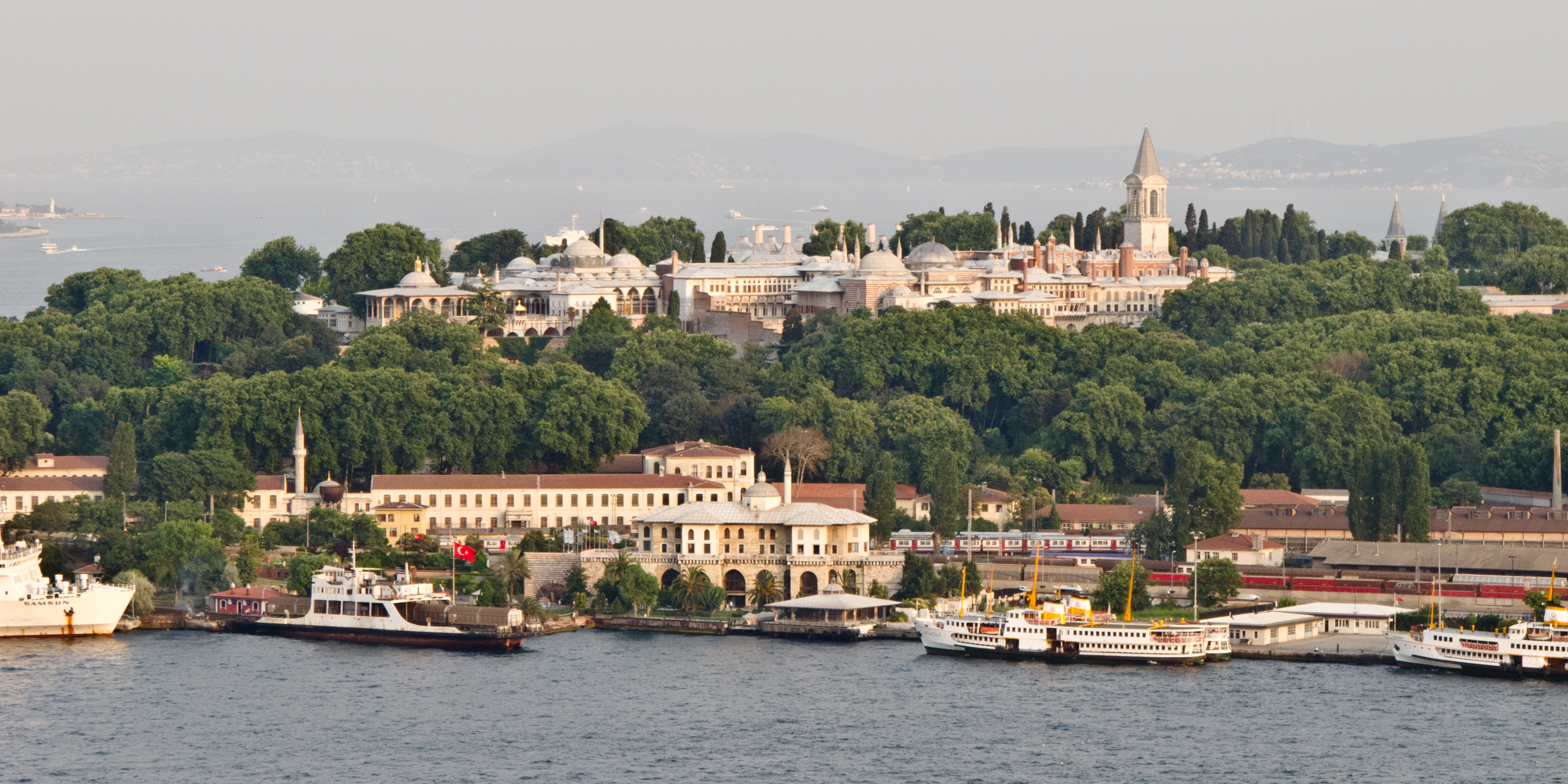
托普卡匹為伊斯坦堡內的眾多鄂圖曼宮殿之一

### 土耳其歷史（按照時代）
- 土耳其史前時代
- 土耳其古代定居點（英语：List of ancient settlements in Turkey）
- 安納托利亞古代王國（英语：List of ancient kingdoms of Anatolia）
- 鄂圖曼帝國
- 鄂圖曼帝國叛亂列表（英语：List of rebellions in the Ottoman Empire）

### 土耳其歷史（按照主題）
- 土耳其憲法史（英语：Constitutional history of Turkey）
- 土耳其經濟史（英语：Economic history of Turkey）
- 土耳其人基因研究（英语：Genetic studies on Turkish people）
- 土耳其猶太人歷史
- 土耳其軍事史（英语：Military history of Turkey）
- 土耳其海軍史（英语：Turkish_Naval_Forces#History）

## 土耳其文化

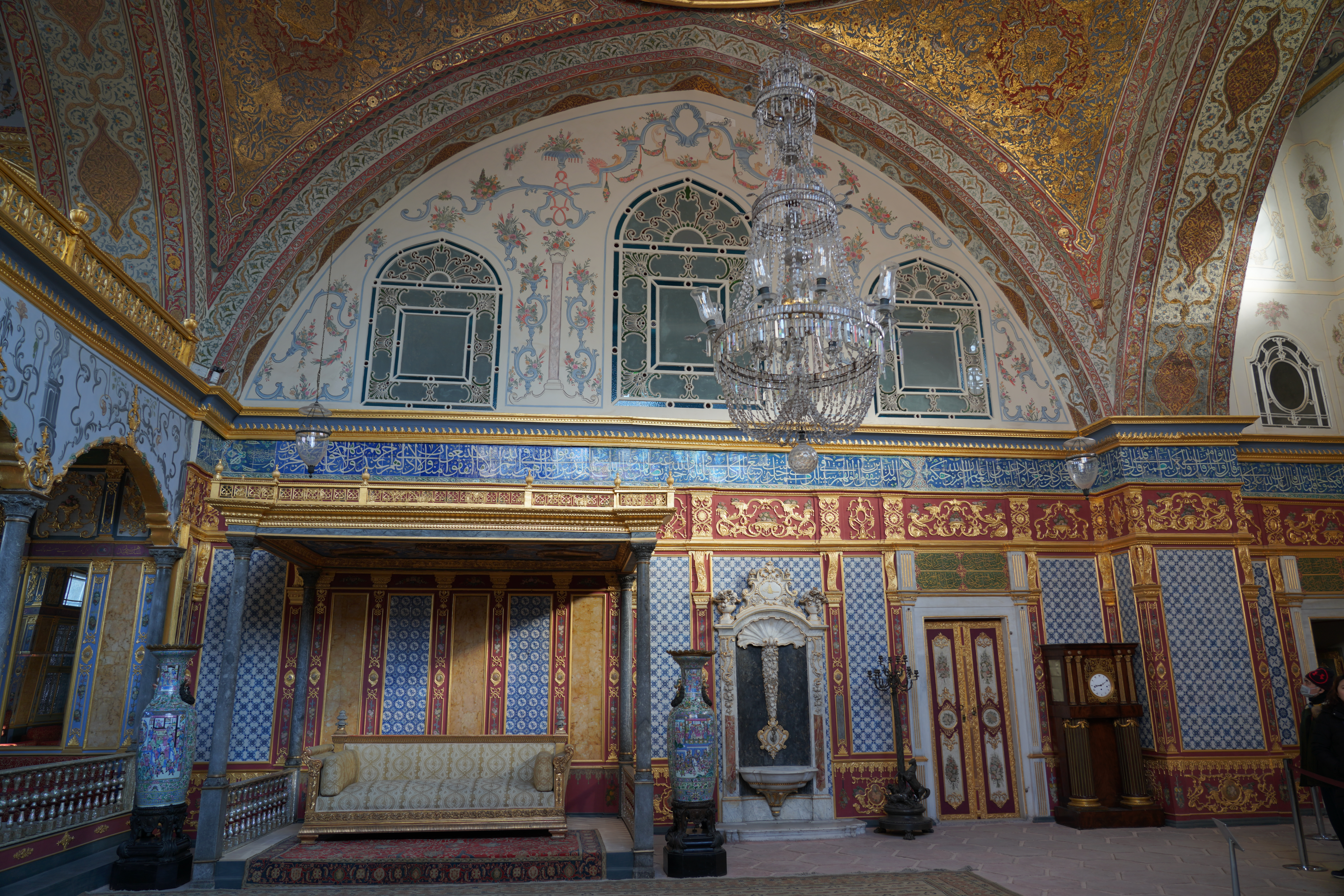
托普卡匹在15-16世紀曾為鄂圖曼蘇丹的主要居所之一

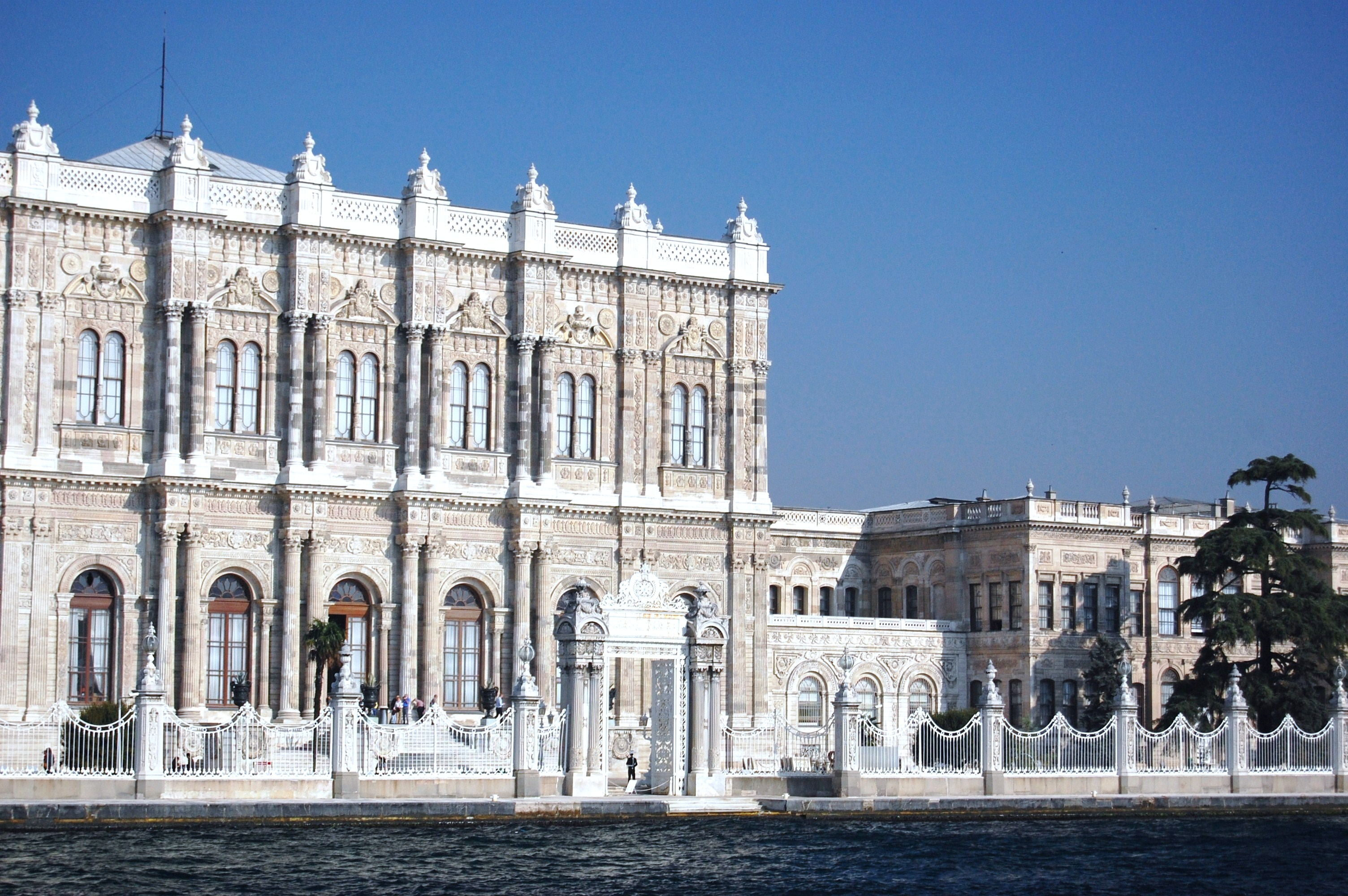
多爾瑪巴赫切宮位於視野遼闊的博斯普魯斯海峽

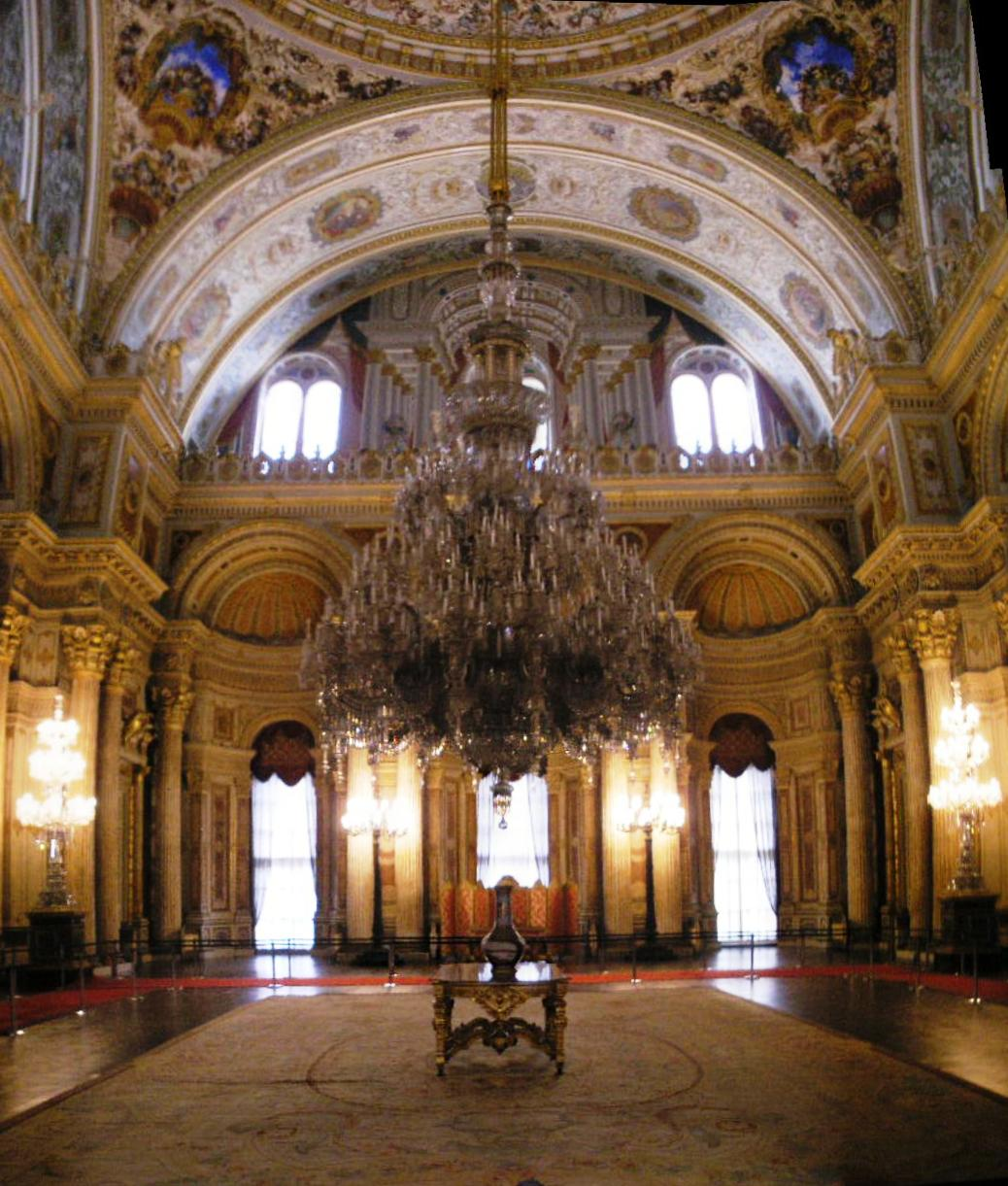
多爾瑪巴赫切宮展現了奧斯曼建築中的巴洛克風格

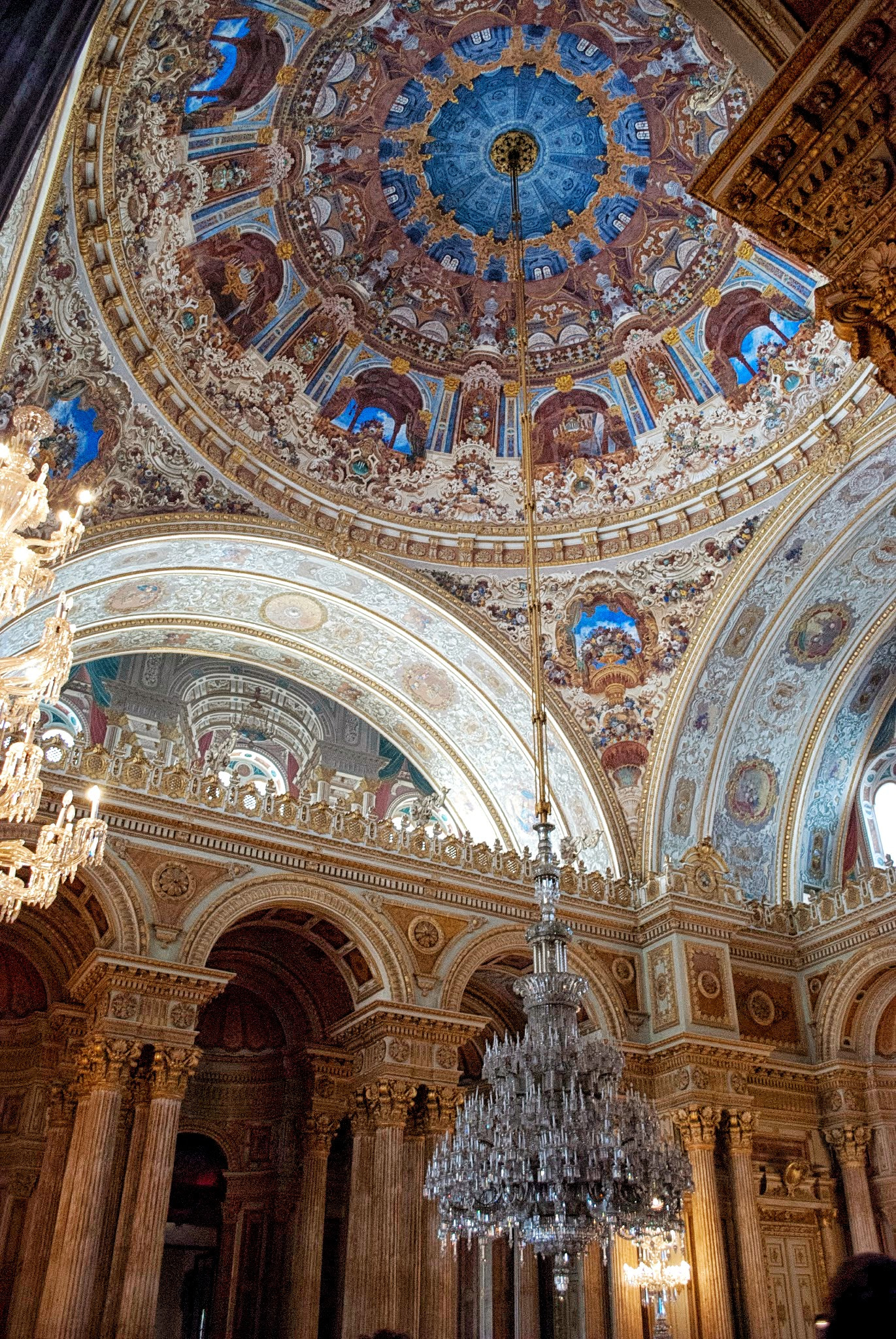
多爾瑪巴赫切宮中的吊燈為維多利亞女王贈送的禮物

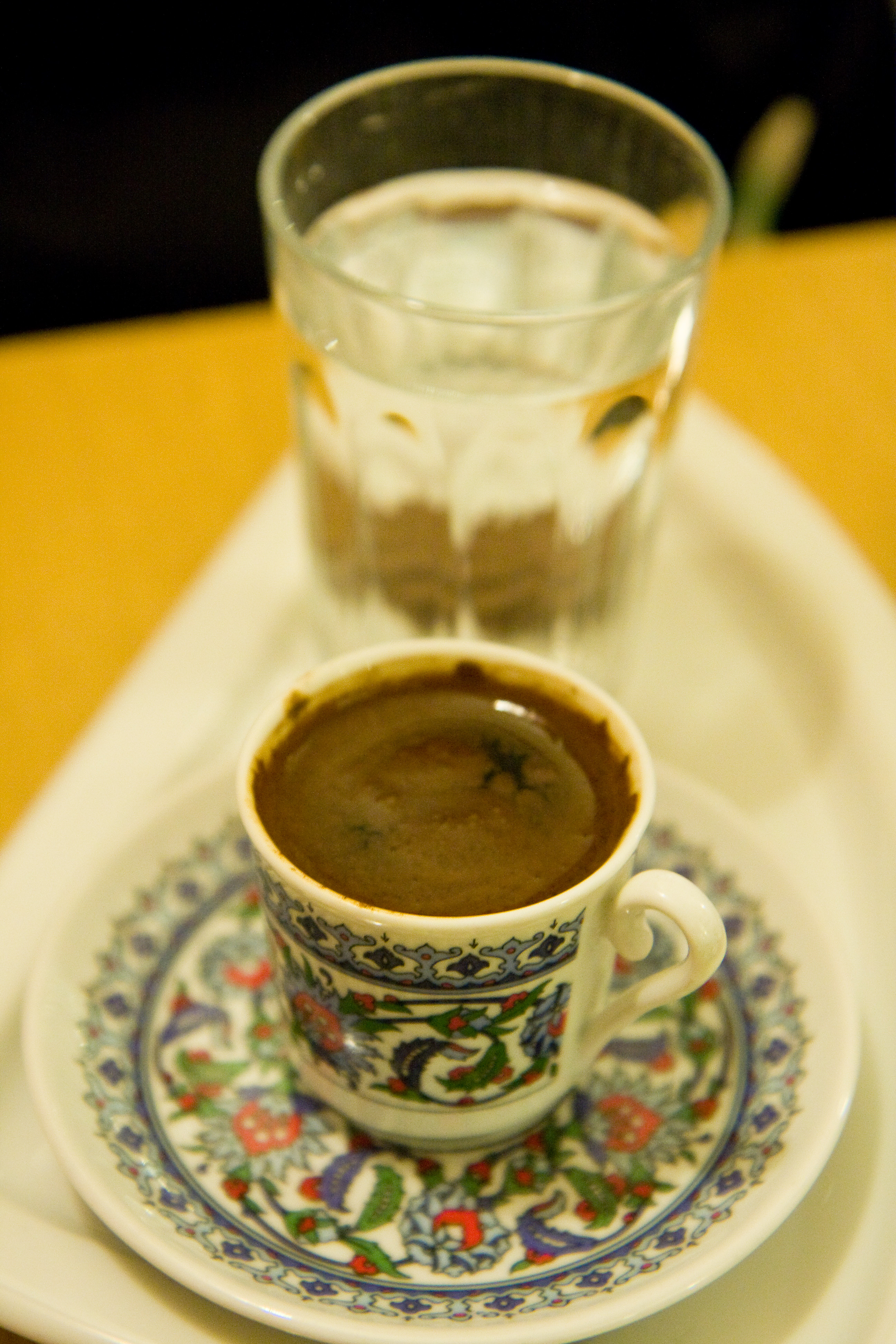
伊斯坦堡人對土耳其咖啡熱愛促成了世界上第一間奧斯曼咖啡館的落成

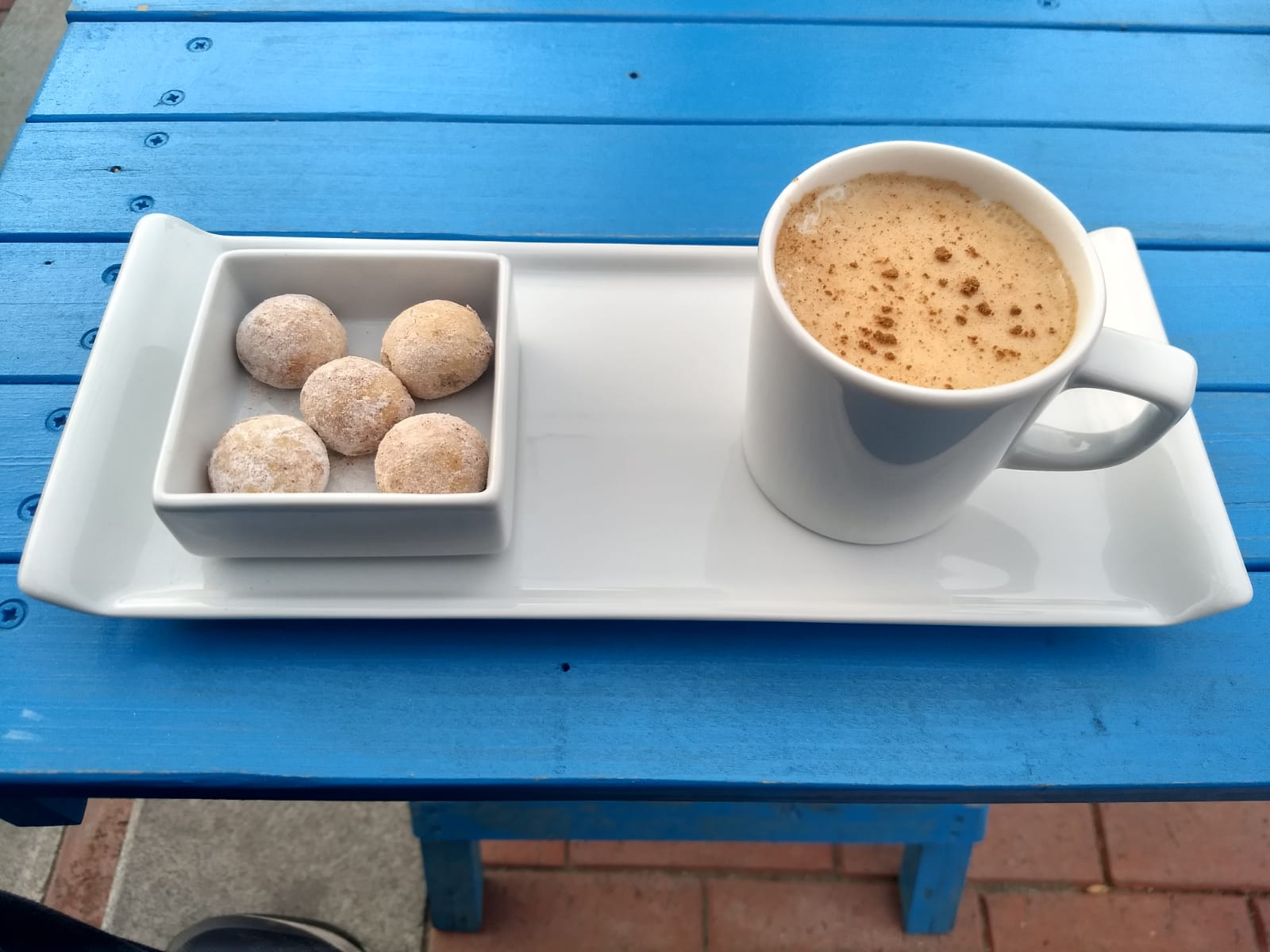
蘭莖粉為以蘭花為原料的傳統飲品

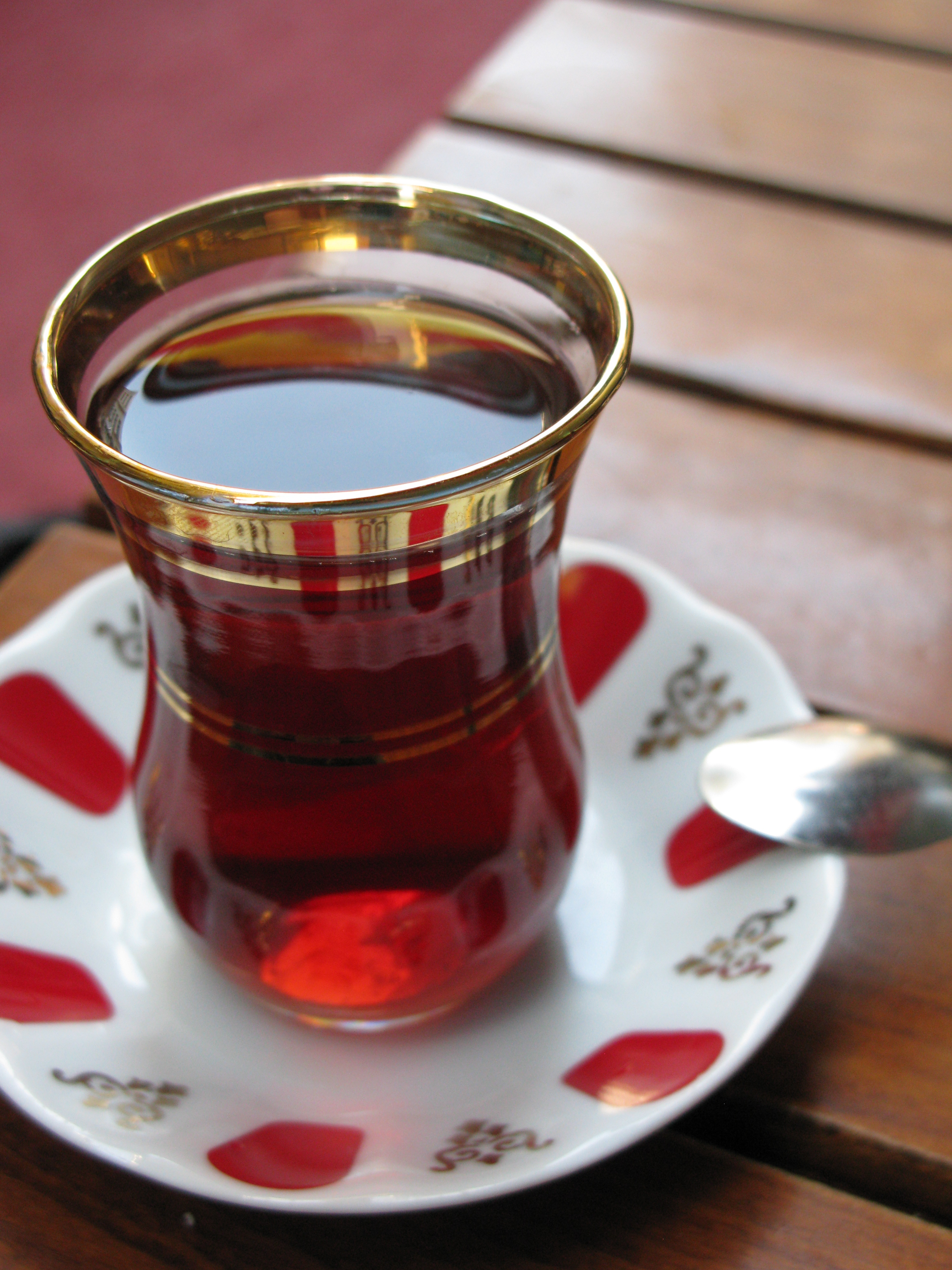
土耳其的人均茶葉消費量超過其他任何國家

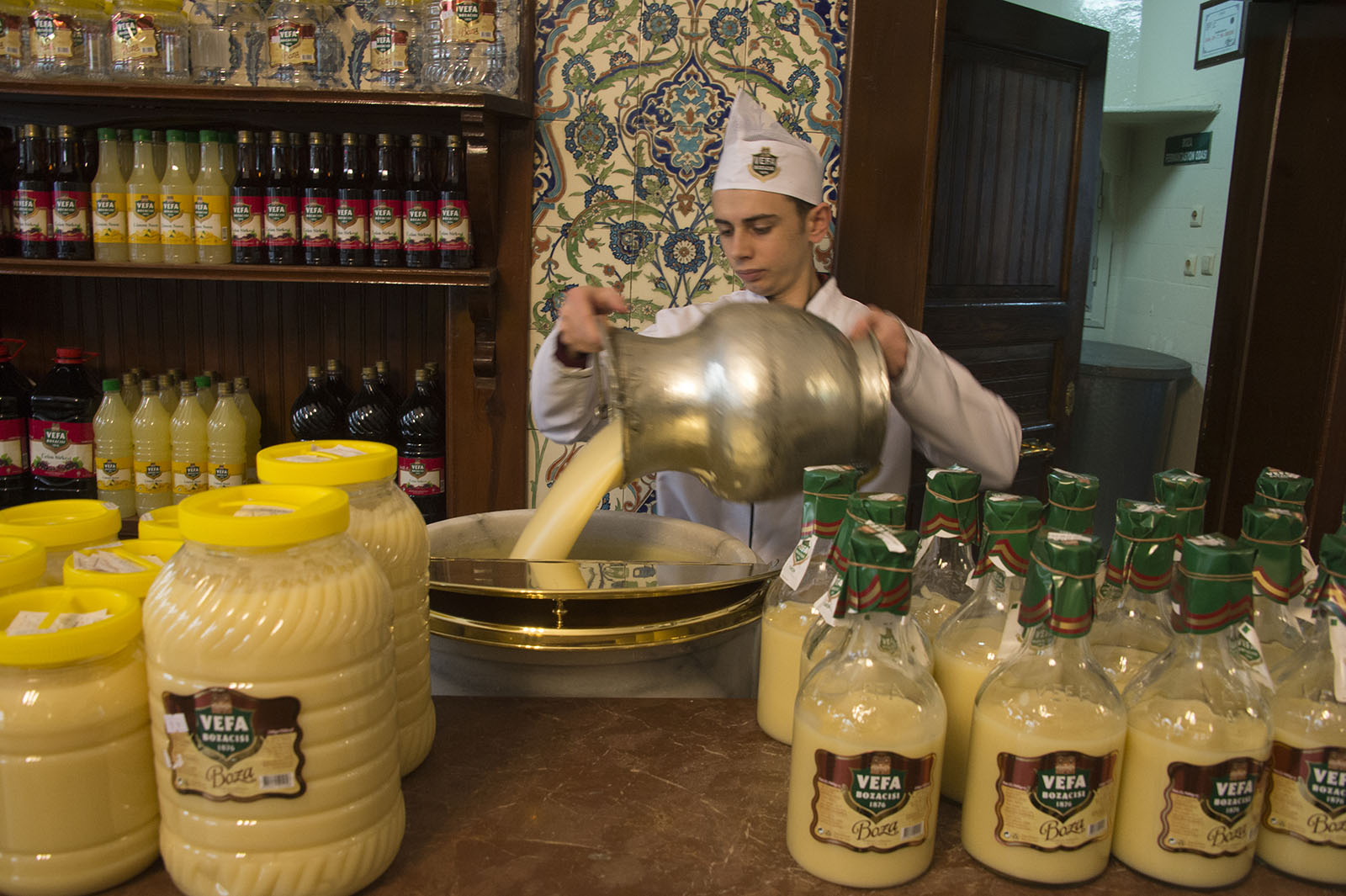
博薩為冬季流行的麥芽飲品

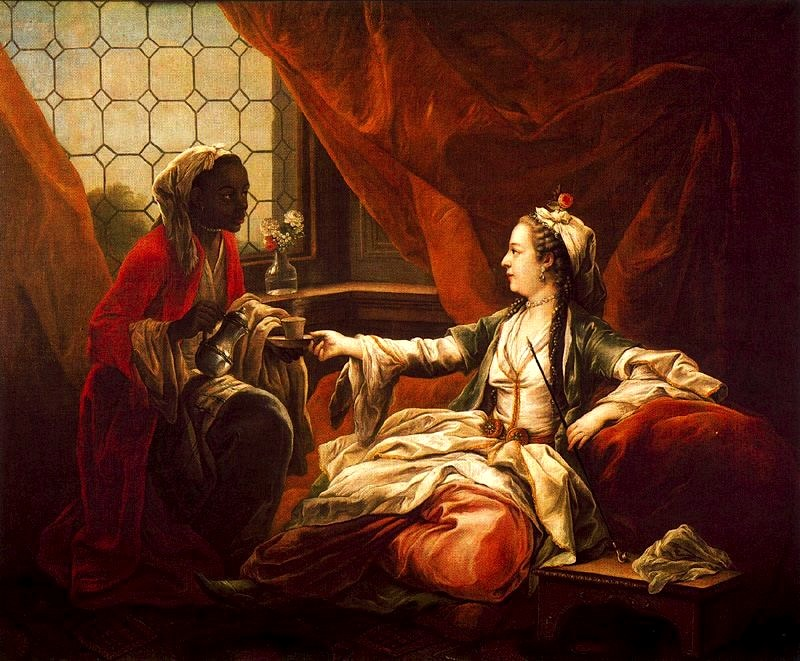
土耳其時尚熱例子：龐巴度夫人在1747年被描繪為一個土耳其女子

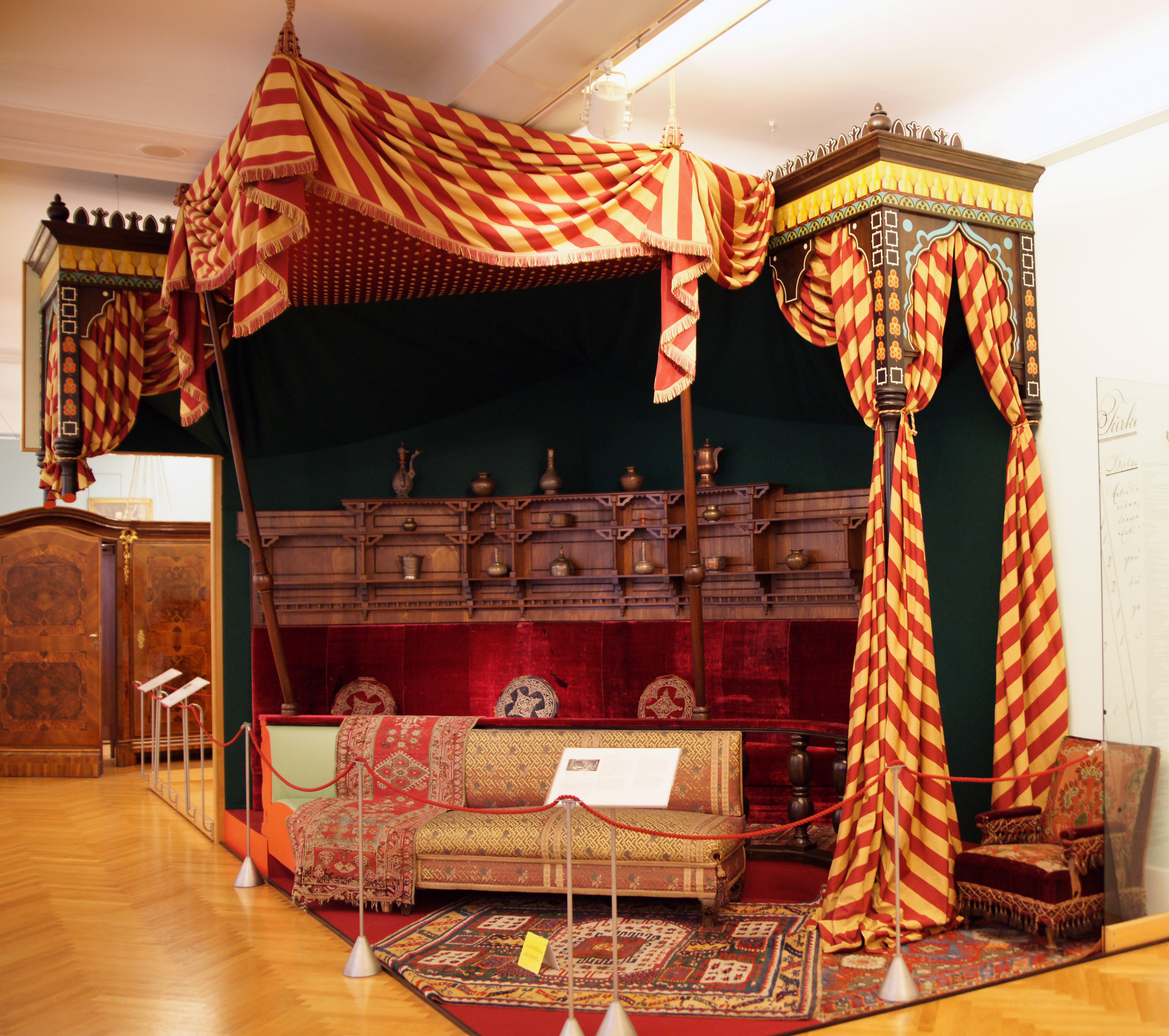
土耳其時尚熱例子：奧地利皇儲將其工作室裝飾成土耳其風格

- 土耳其建築（英语：Architecture of Turkey）
  - 奧斯曼建築
- 土耳其飲食
- 土耳其語言（英语：Languages of Turkey）（指土耳其境內包含土耳其語在內的所有語言）
  - 阿迪格語
  - 北库尔德语
  - 猶太西班牙語
  - 土耳其語
    - 土耳其方言（英语：Turkish_dialects#Anatolian_dialects）

  - 土耳其手語（英语：Turkish Sign Language）
  - 西亞美尼亞語
- 土耳其大眾媒體（英语：Mass media in Turkey）
  - 土耳其報紙（英语：Mass media in Turkey）
  - 土耳其廣播電台（英语：List of radio stations in Turkey）
  - 土耳其電視台（英语：Television in Turkey）
- 土耳其博物館（英语：Museums in Turkey）
- 土耳其節日
- 土耳其傳統習俗
  - 安納托利亞地毯（英语：Anatolian rug）
  - 土耳其民族舞蹈（英语：Turkish folk dance）
  - 土耳其皮影戲
- 土耳其愛好者（英语：Turkophilia）
  - 土耳其時尚熱（英语：Turquerie）
- 土耳其世界遺產

### 土耳其藝術
- 土耳其電影（英语：Cinema of Turkey）
  - 安塔利亞金橙電影節（英语：Antalya Golden Orange Film Festival）
  - 土耳其演員（英语：List of Turkish actors）
  - 土耳其電影導演（英语：List of Turkish film directors）
  - 土耳其電影（英语：Lists of Turkish films）
  - 土耳其電影公司（該條目不存在需要補充）
  - 土耳其編劇（英语：Cinema_of_Turkey#Scriptwriters）
- 土耳其文學（英语：Turkish literature）
  - 土耳其作家（英语：List of Turkish writers）
  - 土耳其當代詩人（英语：List of contemporary Turkish poets）
  - 土耳其短篇小說作家（英语：List of Turkish short story writers）
- 土耳其博物館（英语：Museums in Turkey）
- 土耳其音樂（英语：Music of Turkey）
  - 土耳其古典音樂作曲家（英语：List of composers of classical Turkish music）
  - 土耳其作曲家（英语：List of Turkish composers）
- 土耳其戲劇（英语：Theatre of Turkey）
  - 土耳其戲劇家（英语：List of playwrights by nationality and year of birth）
- 土耳其電視台（英语：Television in Turkey）
  - 土耳其連續劇（英语：List of Turkish television series）
- 土耳其視覺藝術
  - 土耳其畫家（英语：List of painters from Turkey）
  - 土耳其攝影（英语：Photography in Turkey）
  - 土耳其藝術家（英语：List of Turkish artists）

## 土耳其法律
- 土耳其憲法
  - 土耳其政教分離（英语：Separation of church and state）
  - 土耳其權力分立（條目中沒有土耳其相關內容還需擴充）
  - 土耳其公民自由
    - 土耳其墮胎（英语：Abortion in Turkey）
    - 土耳其間接自殺
    - 土耳其集會自由（英语：Human_rights_in_Turkey#Freedom_of_assembly）
    - 土耳其結社自由（英语：Human_rights_in_Turkey#Freedom_of_assembly）
    - 獲取土耳其公共訊息與訊息自由（英语：Access to public information in Turkey）
    - 土耳其憲法規定中的行動自由
    - 土耳其宗教自由（英语：Freedom of religion in Turkey）
    - 土耳其審查制度
    - 土耳其LGBT權益
    - 土耳其一夫多妻制（英语：Polygamy in Turkey）
    - 土耳其賣淫業
    - 土耳其出版自由（英语：Mass_media_in_Turkey#Censorship_and_media_freedom）
- 土耳其刑法
  - 土耳其刑法程序
  - 土耳其死刑制度（英语：Capital punishment in Turkey）
  - 土耳其犯罪（英语：Crime in Turkey）
  - 公共秩序罪
    - 土耳其菸酒市場監管局（英语：Tobacco and Alcohol Market Regulatory Authority）
      - 土耳其酒精法（英语：Alcohol laws of Turkey）
      - 土耳其禁菸令（英语：List_of_smoking_bans#Turkey）

  - 侵犯財產罪
    - 土耳其腐敗（英语：Corruption in Turkey）
    - 土耳其挪用公款行为
    - 土耳其賭博（英语：Gambling in Turkey）
    - 知识产权
    - 土耳其逃稅

  - 土耳其針對動物的犯罪
    - 土耳其虐待動物法
- 土耳其家庭法
  - 土耳其婚姻（英语：Marriage in Turkey）
    - 適婚年齡

  - 土耳其解除婚姻
    - 土耳其無過錯離婚
    - 土耳其兒童監護法
    - 土耳其子女撫養費
    - 土耳其育兒協調員
    - 土耳其祖父母探親權

  - 土耳其收養情況
  - 土耳其代孕
  - 土耳其兒童保護服務
  - 土耳其未成年人的解放
  - 土耳其少年法
- 土耳其知識產權法
  - 世界知识产权组织
  - 土耳其版權法（英语：Copyright law of Turkey）
    - 土耳其公有領域
- 土耳其商業法
  - 土耳其破產
  - 土耳其消費者保護
  - 土耳其證卷監管
    - 土耳其資本市場
    - 土耳其金融監管
- 土耳其法理學
  - 土耳其司法審查
  - 土耳其法律實踐
- 土耳其法律制定
  - 土耳其選票措施
  - 土耳其行政命令
  - 土耳其立法規則制定
  - 土耳其條約列表（英语：List of treaties of Turkey）
  - 成文法
    - 土耳其議會法案
- 土耳其執法（英语：Law enforcement in Turkey）

### 土耳其宗教

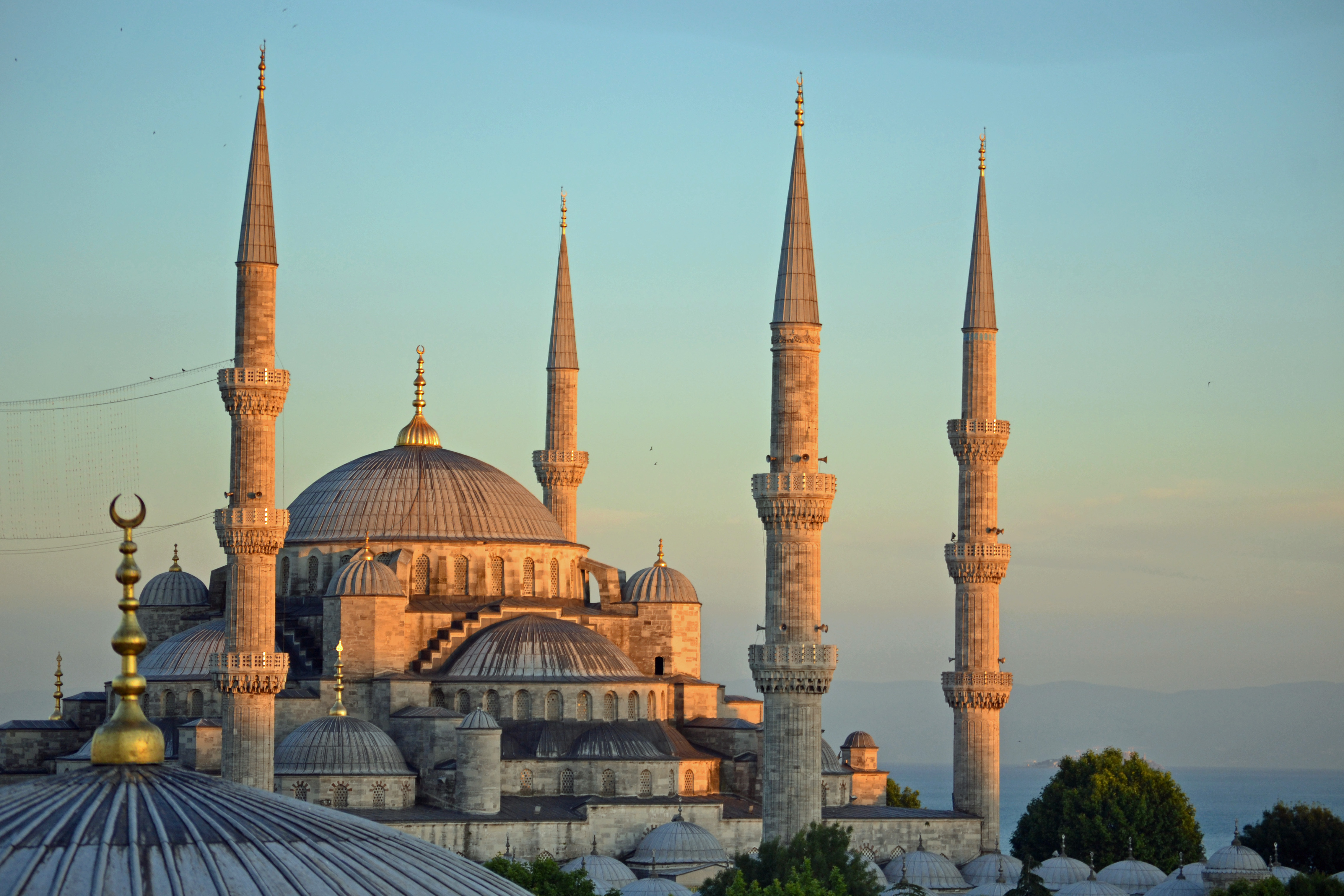
位於伊斯坦堡的蘇丹艾哈邁德清真寺

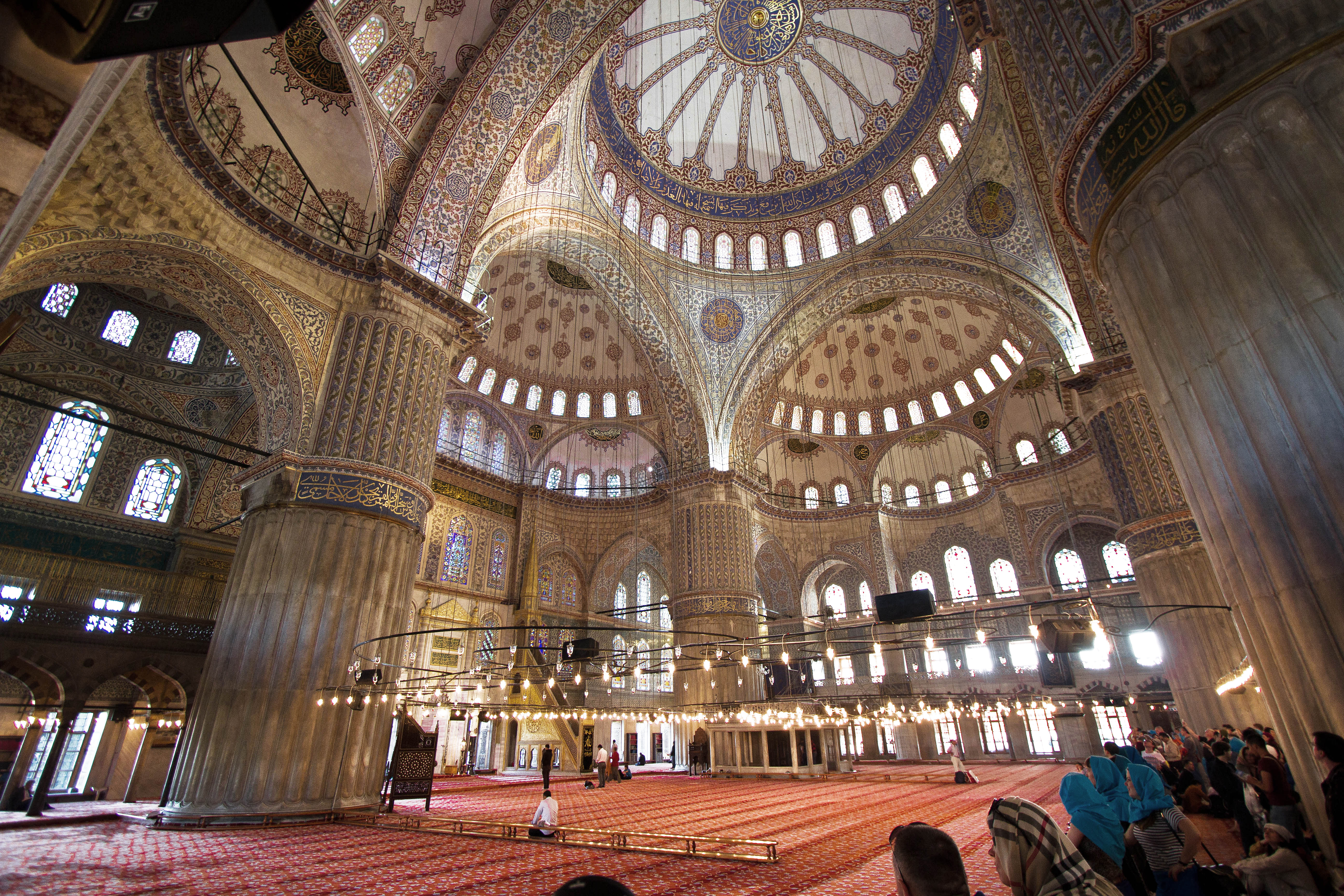
蘇丹艾哈邁德清真寺內部一景

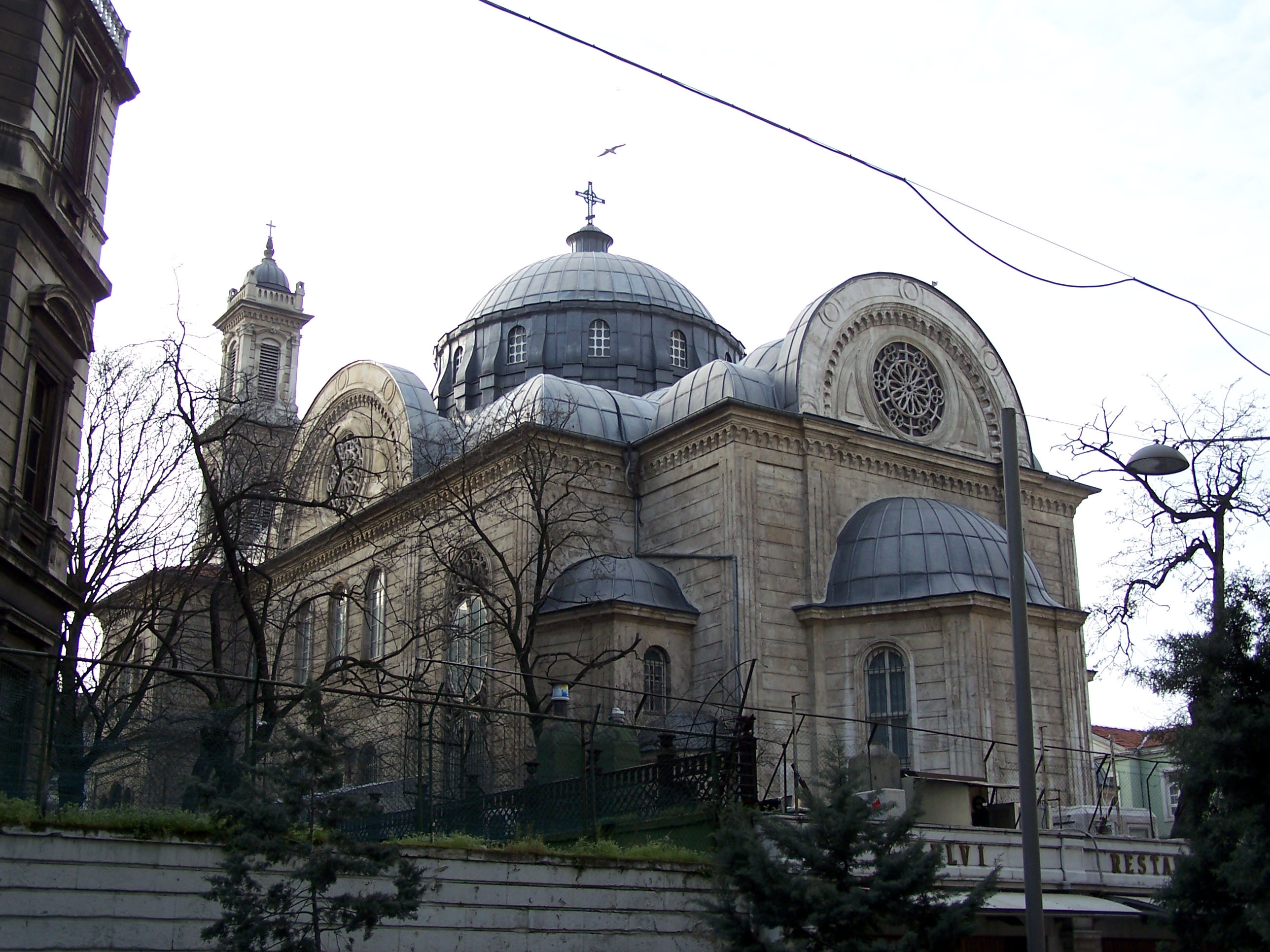
阿亞特里亞達希臘東正教教堂

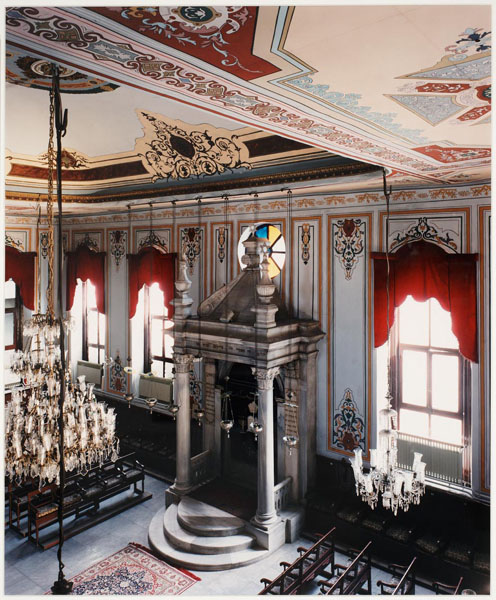
赫姆達特以色列猶太會堂

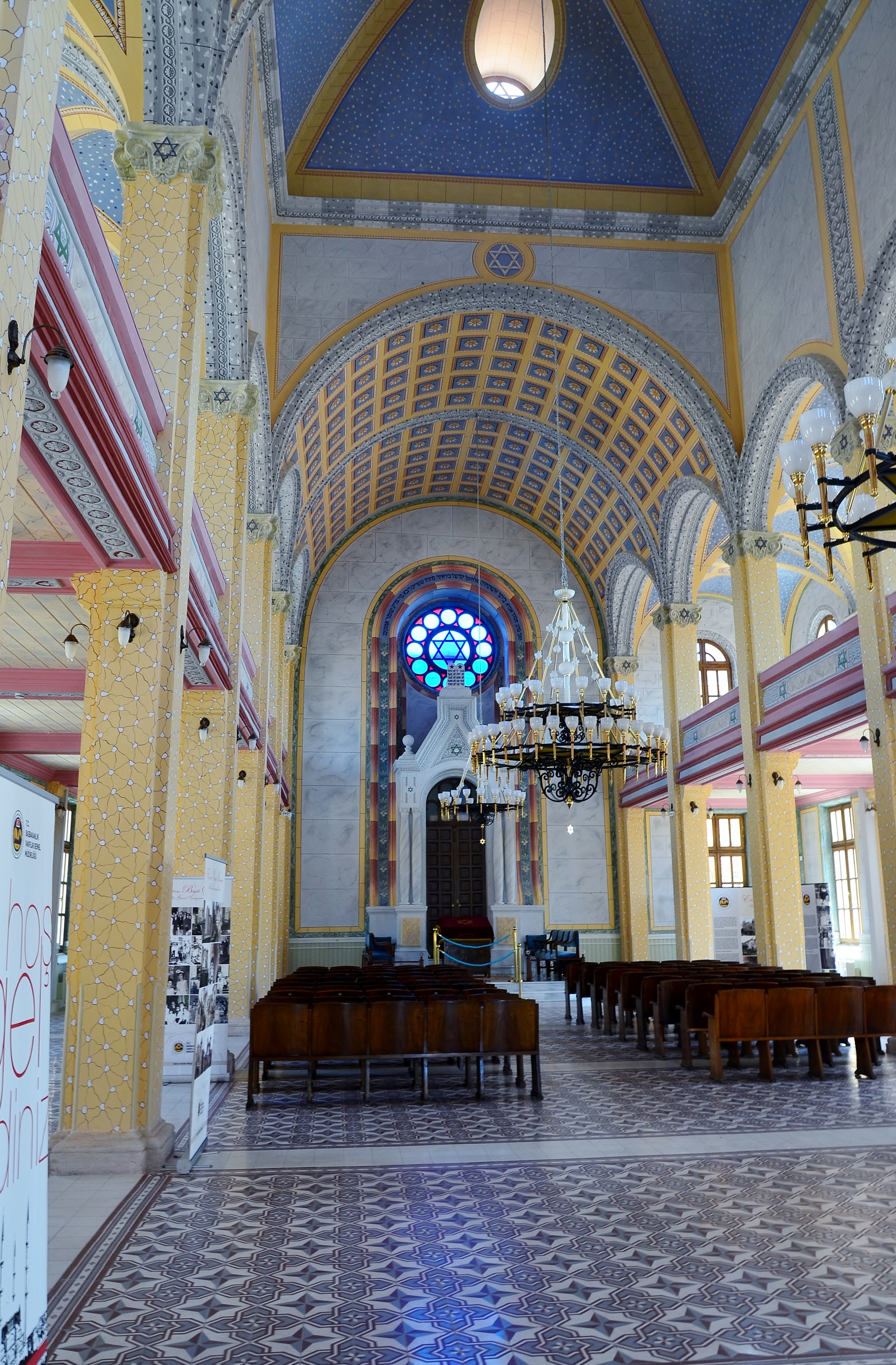
埃迪爾內猶太會堂

- 土耳其巴哈伊信仰（英语：Baháʼí Faith in Turkey）
- 中東佛教（英语：Buddhism in the Middle East）
- 土耳其基督教（英语：Christianity in Turkey）
  - 土耳其天主教堂（英语：Catholic Church in Turkey）
    - 拉丁禮教會
      - 天主教伊茲密爾總教區
      - 天主教安納托利亞宗座代牧區
      - 天主教伊斯坦堡宗座代牧區

    - 亞美尼亞禮天主教會
      - 亞美尼亞禮天主教君士坦丁堡總教區

    - 希臘拜占庭禮天主教會
      - 希臘拜占庭禮天主教君士坦丁堡宗座代牧區

    - 敘利亞禮天主教會
      - 敘利亞禮天主教土耳其宗主教代牧區

    - 加色丁禮天主教會
      - 加色丁禮天主教迪亞巴克爾總教區

  - 希臘正教會
    - 君士坦丁堡普世牧首區
    - 安條克暨全東方希臘正教牧首區
    - 獨立土耳其東正教宗牧首區（英语：Autocephalous Turkish Orthodox Patriarchate）

  - 東方教會
    - 東方亞述教會

  - 土耳其亞美尼亞使徒教會（英语：Christianity_in_Turkey#Armenian_Apostolic_Church）
    - 亞美尼亞使徒教會

  - 土耳其新教（英语：Protestantism in Turkey）
    - 亞美尼亞的福音派教會（英语：Armenian Evangelical Church）
    - 德國的福音派教會
    - 希臘的福音派教會（英语：Greek Evangelical Church）
    - 英国圣公会（英语：Christianity_in_Turkey#Anglican_Church）
    - 耶稣基督后期圣徒教会（英语：Christianity_in_Turkey#Anglican_Church）
- 土耳其伊斯蘭教
  - 阿列維派
  - 唯獨可蘭經
    - 什葉派
    - 阿拉維派
    - 賈法里派

  - 蘇菲派
  - 遜尼派
- 土耳其猶太教
  - 猶太教卡拉派
  - 猶太教正統派
    - 哈西迪猶太教
    - 現代猶太教正統派（英语：Modern Orthodox Judaism）
- 騰格里信仰（英语：List of Tengrist movements）
- 雅茲迪教（英语：Yazidism in Turkey）

### 土耳其體育

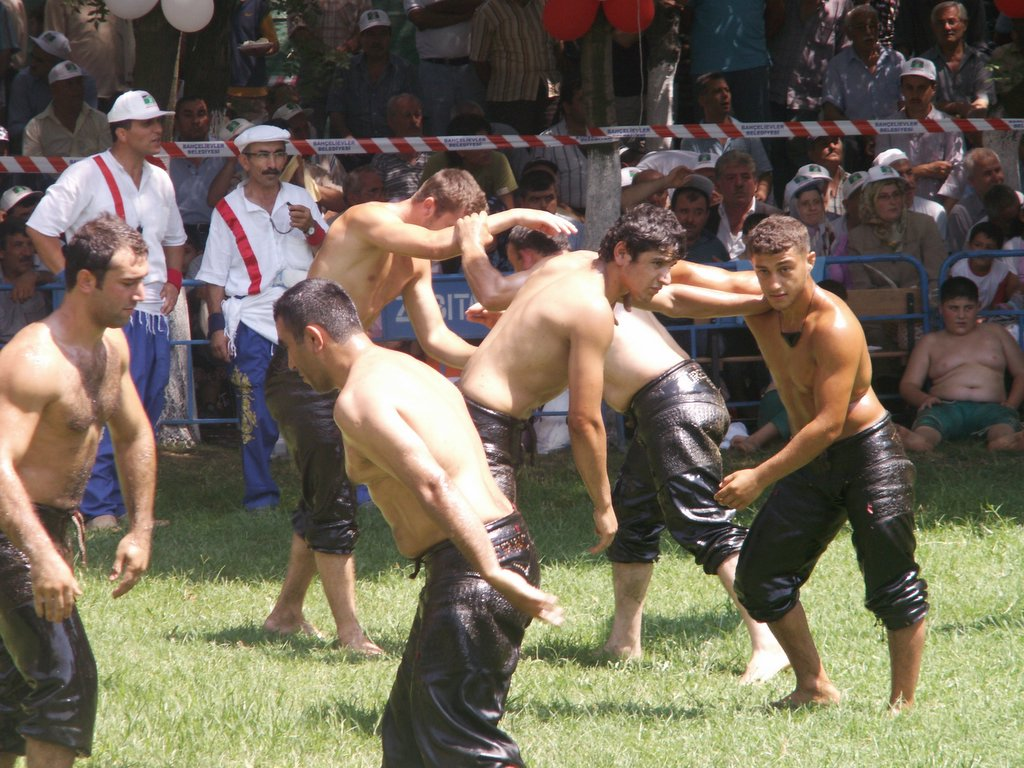
塗油摔跤為土耳其的國民運動

土耳其體育
- 土耳其足球（英语：Football in Turkey）
- 土耳其足球俱樂部列表（英语：List of football clubs in Turkey）
- 奧林匹克運動會土耳其代表團

## 土耳其經濟與基礎設施

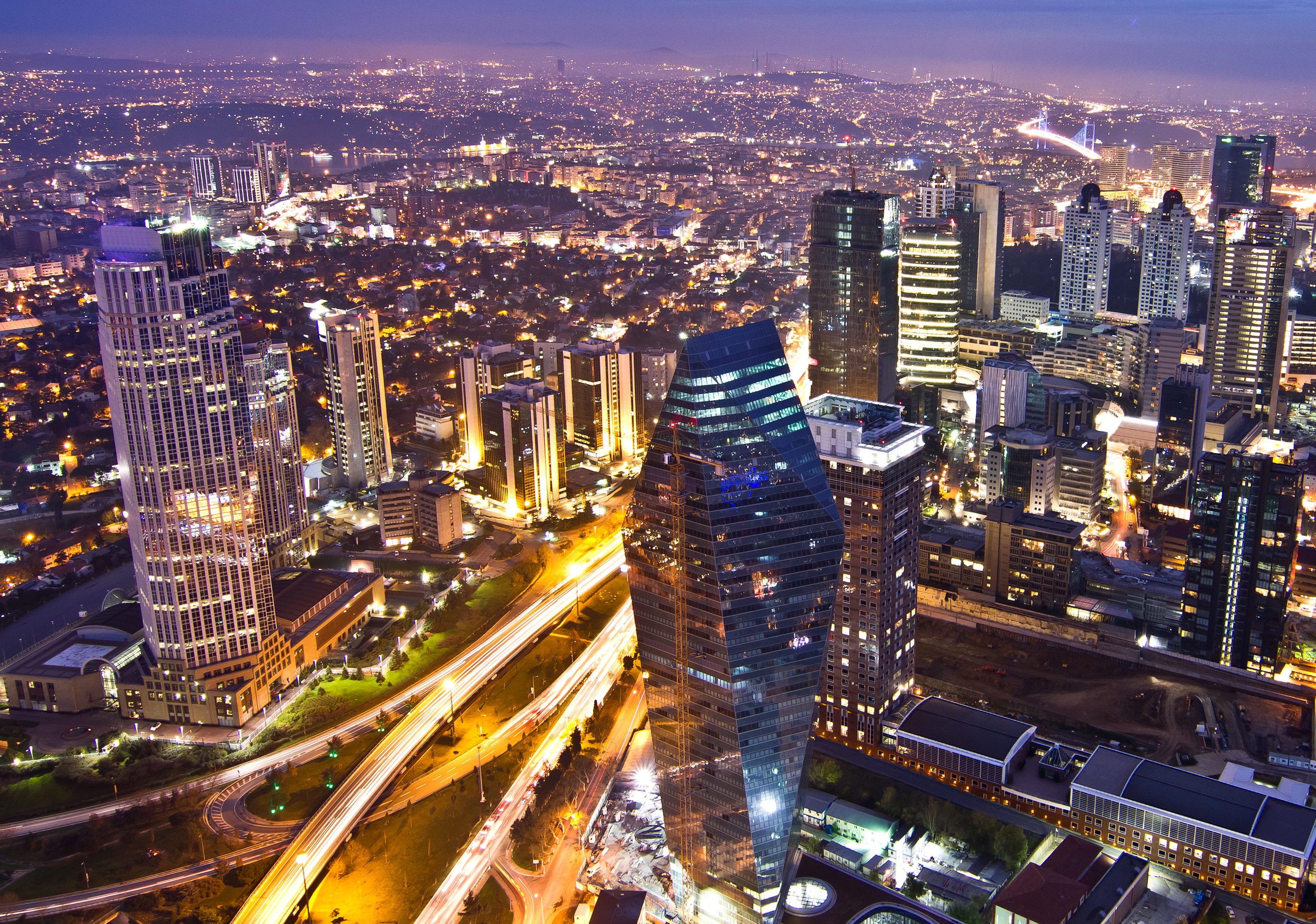
伊斯坦堡的莱文特金融區

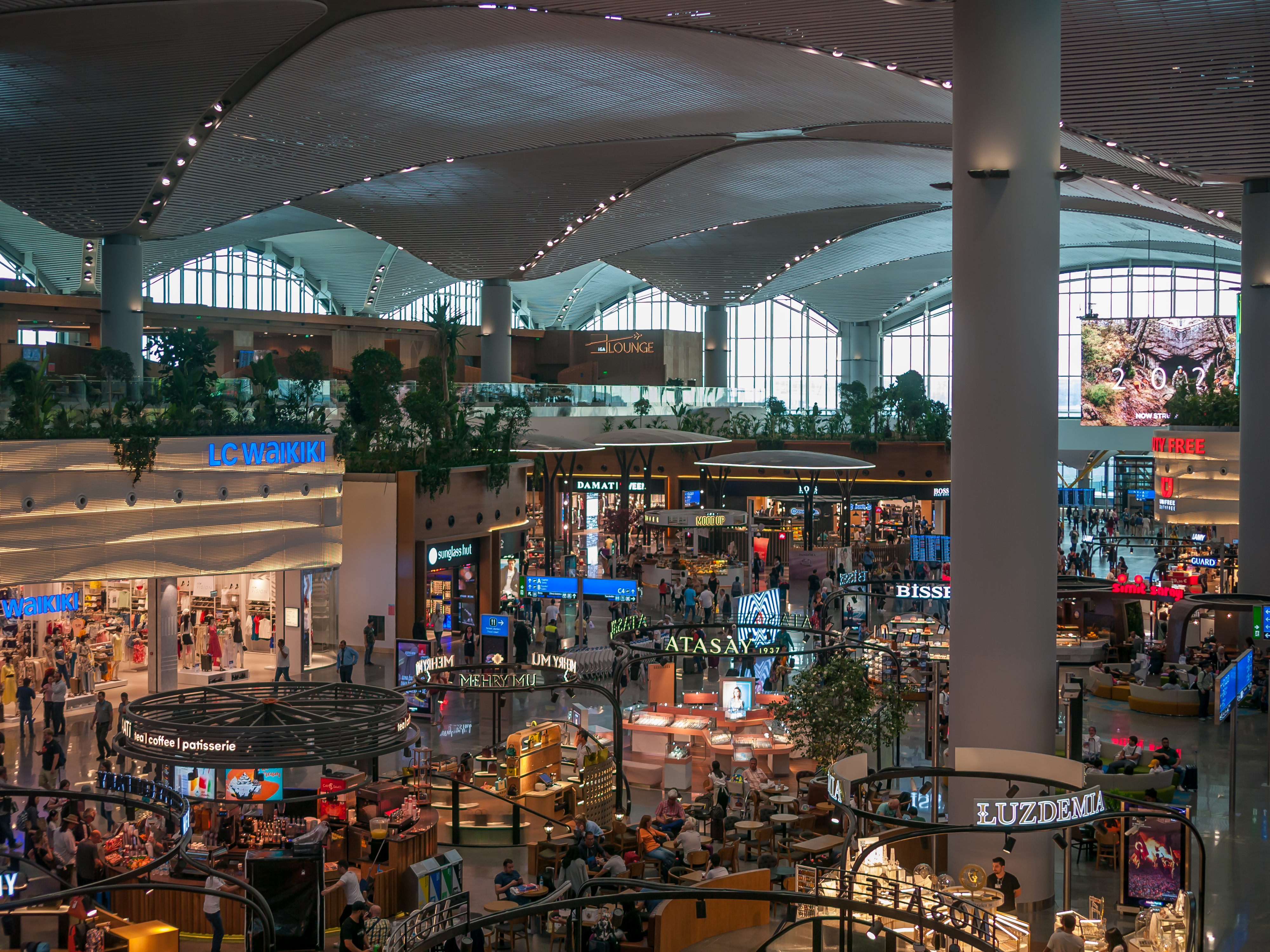
伊斯坦堡機場為位於伊斯坦堡的主要國際機場之一

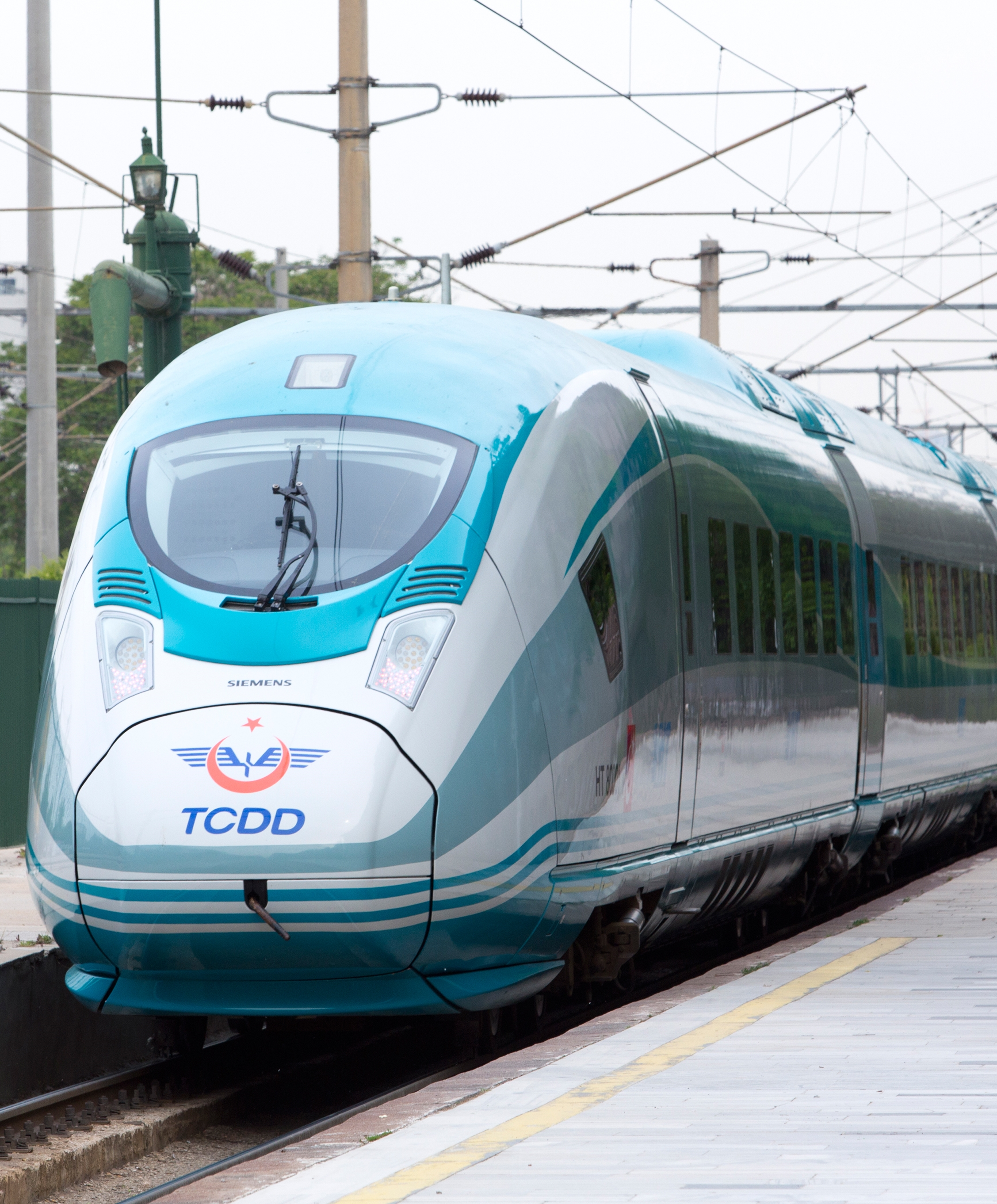
土耳其能提供300 km/h（186 mph）的高鐵服務.

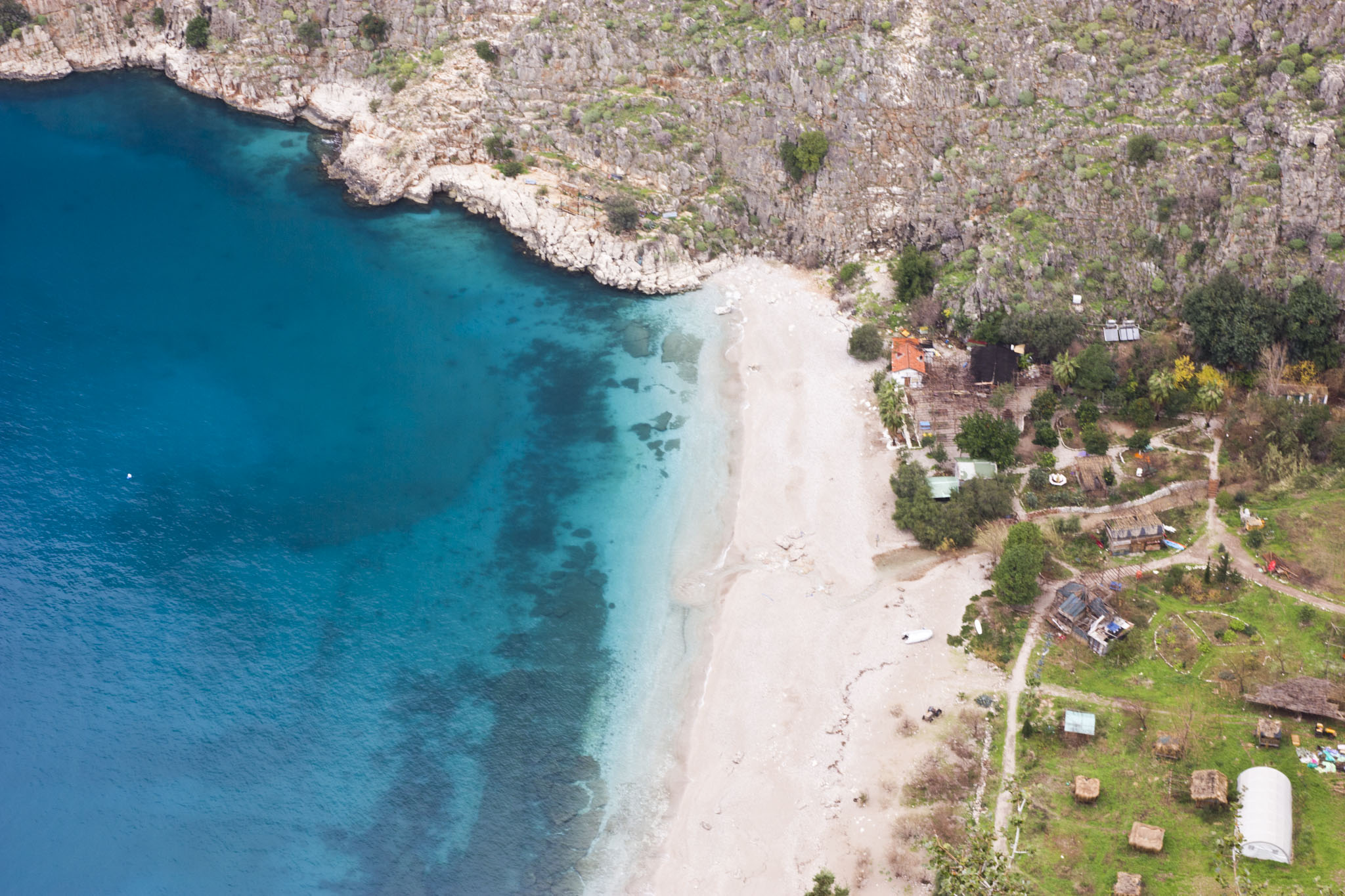
蝴蝶谷 (土耳其)為105種蝴蝶的家園，也為深受遊客喜愛的旅遊景點之一

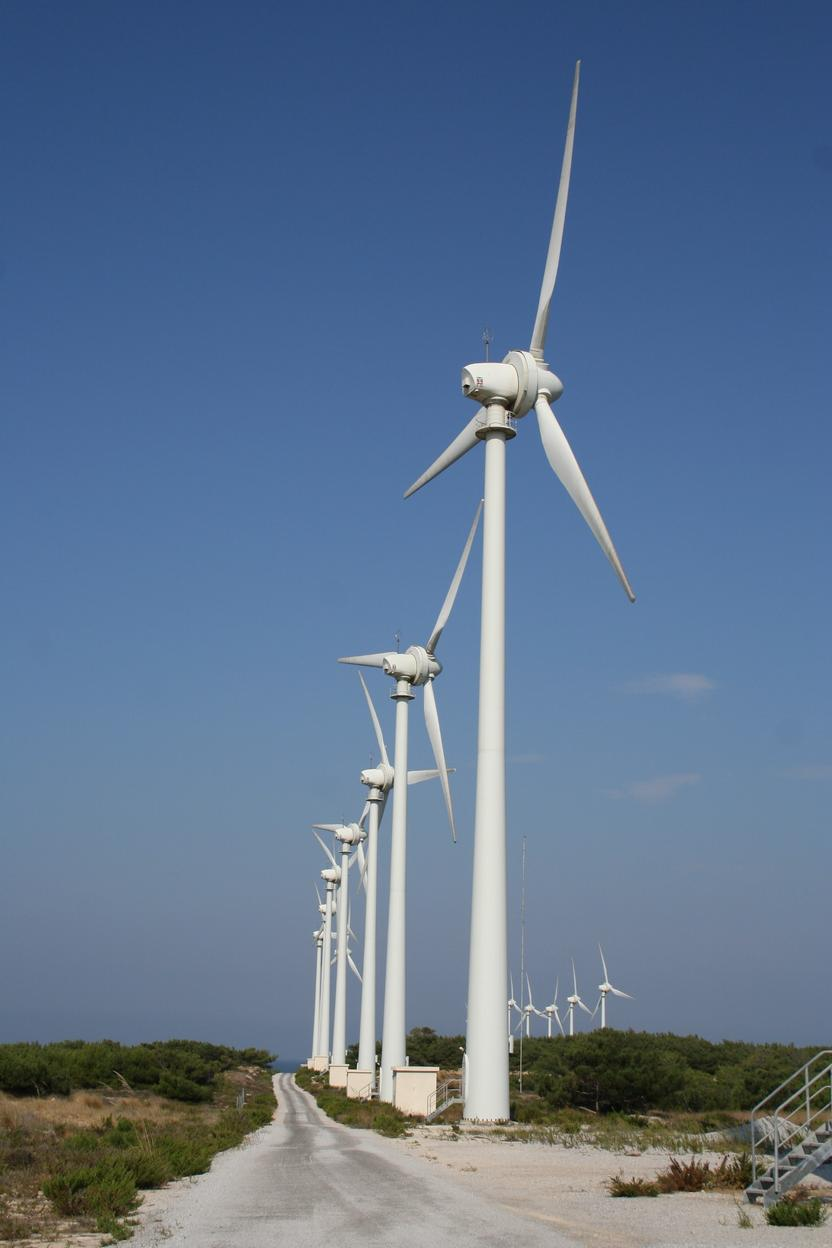
博茲賈島上的風力發電廠

- GDP（名目上）第21名
- GDP（實際上）第11名
- 通貨：土耳其里拉（₺）
  - ISO 4217：土耳其里拉
- 土耳其銀行業（英语：Banking in Turkey）
  - 土耳其共和國中央銀行
  - 土耳其銀行列表（英语：List of banks in Turkey）
- 土耳其電信（英语：Telecommunications in Turkey）
  - 土耳其網際網路（英语：Internet in Turkey）
    - 歐洲IP網絡資源協調中心
- 土耳其經濟史（英语：Economic history of Turkey）
  - 土耳其國債（英语：National debt of Turkey）
- 土耳其能源（英语：Energy in Turkey）
  - 土耳其能源政策（英语：Energy in Turkey）
  - 土耳其電力行業（英语：Electricity sector in Turkey）
    - 土耳其煤炭（英语：Coal in Turkey）
    - 土耳其核能發電（英语：Nuclear power in Turkey）
    - 土耳其可再生能源（英语：Renewable energy in Turkey）
      - 土耳其地熱能（英语：Geothermal energy in Turkey）
      - 土耳其太陽能
      - 土耳其風力發電（英语：Wind power in Turkey）

  - 土耳其能源保护
  - 土耳其能源政策（英语：Energy in Turkey）
    - 土耳其能源和自然資源部（英语：Ministry of Energy and Natural Resources）
    - 土耳其能源法（英语：Energy_law#Turkey）
- 土耳其醫療保健（英语：Health care in Turkey）
- 土耳其工商協會（英语：Turkish Industry and Business Association）
- 土耳其觀光業（英语：Tourism in Turkey）
  - 土耳其購物中心（英语：List of shopping malls in Turkey）
- 土耳其交通（英语：Transport in Turkey）
  - 土耳其空中運輸（英语：Transport_in_Turkey#Air_transport）
    - 土耳其機場（英语：List of airports in Turkey）

  - 土耳其高速公路（英语：List of highways in Turkey）
  - 土耳其鐵路運輸（英语：Rail transport in Turkey）
    - 土耳其高速鐵路
    - 土耳其鐵道史（英语：History of rail transport in Turkey）
- 土耳其貿易政策
  - 歐盟關稅同盟
  - 经济合作与发展组织
  - 世界貿易組織
- 土耳其財富
  - 土耳其家庭收入
  - 土耳其收入不平等
  - 土耳其個人收入
  - 土耳其貧困（英语：Poverty in Turkey）
  - 土耳其養老金（英语：Pensions in Turkey）
- 土耳其供水和衛生設施（英语：Water supply and sanitation in Turkey）

## 土耳其教育

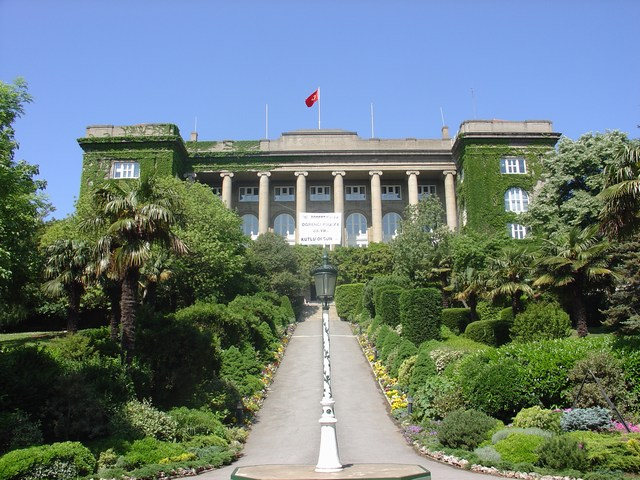
羅伯特學院為土耳其的一所菁英高中

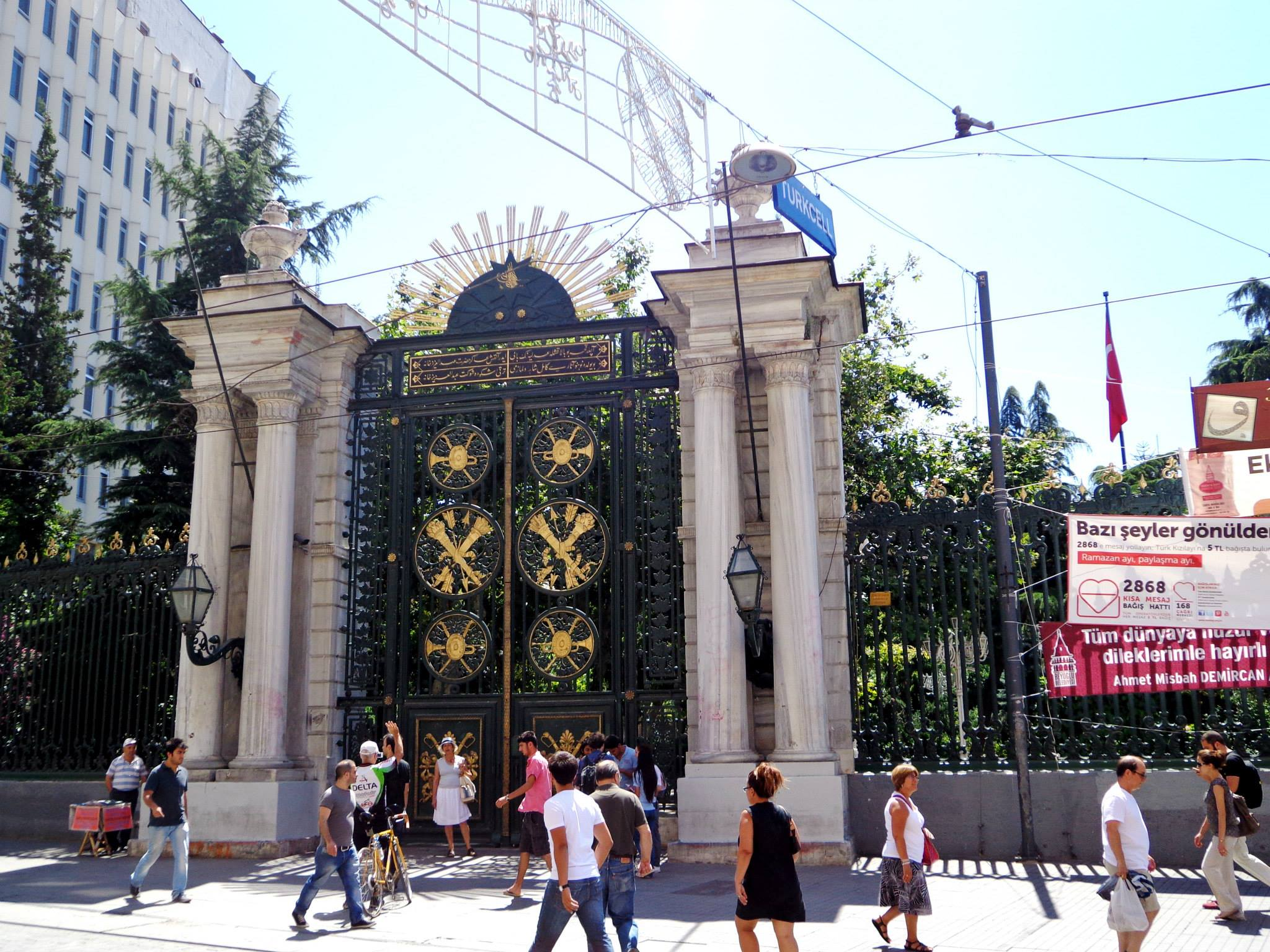
加拉塔薩雷高中（圖中的校門）為可追溯到1481年的伊斯坦堡公立高中

- 土耳其大學
  - 土耳其醫學教育
  - 土耳其法學教育
- 土耳其高中（英语：List of high schools in Turkey）
  - 土耳其私立學校
    - 土耳其國際學校
    - 土耳其猶太學校

  - 土耳其私立學校
  - 大學和學院列表（英语：Lists of universities and colleges）
    - 土耳其法學院（英语：List of law schools in Turkey）
    - 土耳其醫學院（英语：List of medical schools in Europe#Turkey）
- 土耳其反學校教育運動
- 土耳其國民教育部（英语：Ministry of National Education (Turkey)）
  - 土耳其高等教育委員會（英语：Council of Higher Education (Turkey)）
  - 土耳其義務教育
- 土耳其外語教育
- 土耳其在家教育（英语：Homeschooling_international_status_and_statistics#Turkey）